# サンクトペテルブルク市電
サンクトペテルブルク市電（サンクトペテルブルクしでん、ロシア語: Петербургский трамвай）は、ロシア連邦西部の都市・サンクトペテルブルク（旧：レニングラード）で運行されている路面電車。2010年10月現在の総延長距離は205.5kmで、トロリーバス（サンクトペテルブルク・トロリーバス）と共にサンクトペテルブルクの公共交通管理組織であるゴルエレクトロトランス（Горэлектротранс）によって運営されている。

## 歴史

### 馬車鉄道時代
サンクトペテルブルク市内を走る初めての公共交通機関は、ペテルブルク（Петербург）と呼ばれていた時代の1830年に運行を開始した乗合馬車（オムニバス）であった。これを置き換える形で1863年から旅客営業運転を始めたのが、現在のサンクトペテルブルク市電のルーツとなった馬車鉄道である。乗合馬車時代から多くの需要があった事もあり、馬車鉄道に用いられる客車は2階建て構造で、解放式の二階部分は一階よりも安価な料金で利用することが出来た。
1877年には、馬車鉄道の路線網は25系統へと拡大した。

### 馬車鉄道の後継者
ペテルブルクに初めて路面電車が登場したのは1880年1月22日であった。1ヶ月の間試運転が行われ乗客からは好評だったものの、導入時のコストや馬車鉄道側からの抵抗もあり採用には至らなかった。
これとは別に、1895年から1910年にかけて、氷結したネヴァ川の上に仮設の線路（1,067mm）や架線を設けた冬季限定の路面電車が存在した。路線は4系統存在し、最高速度は20km/h、トロリーポールを用いた車両の定員数は20名だった。

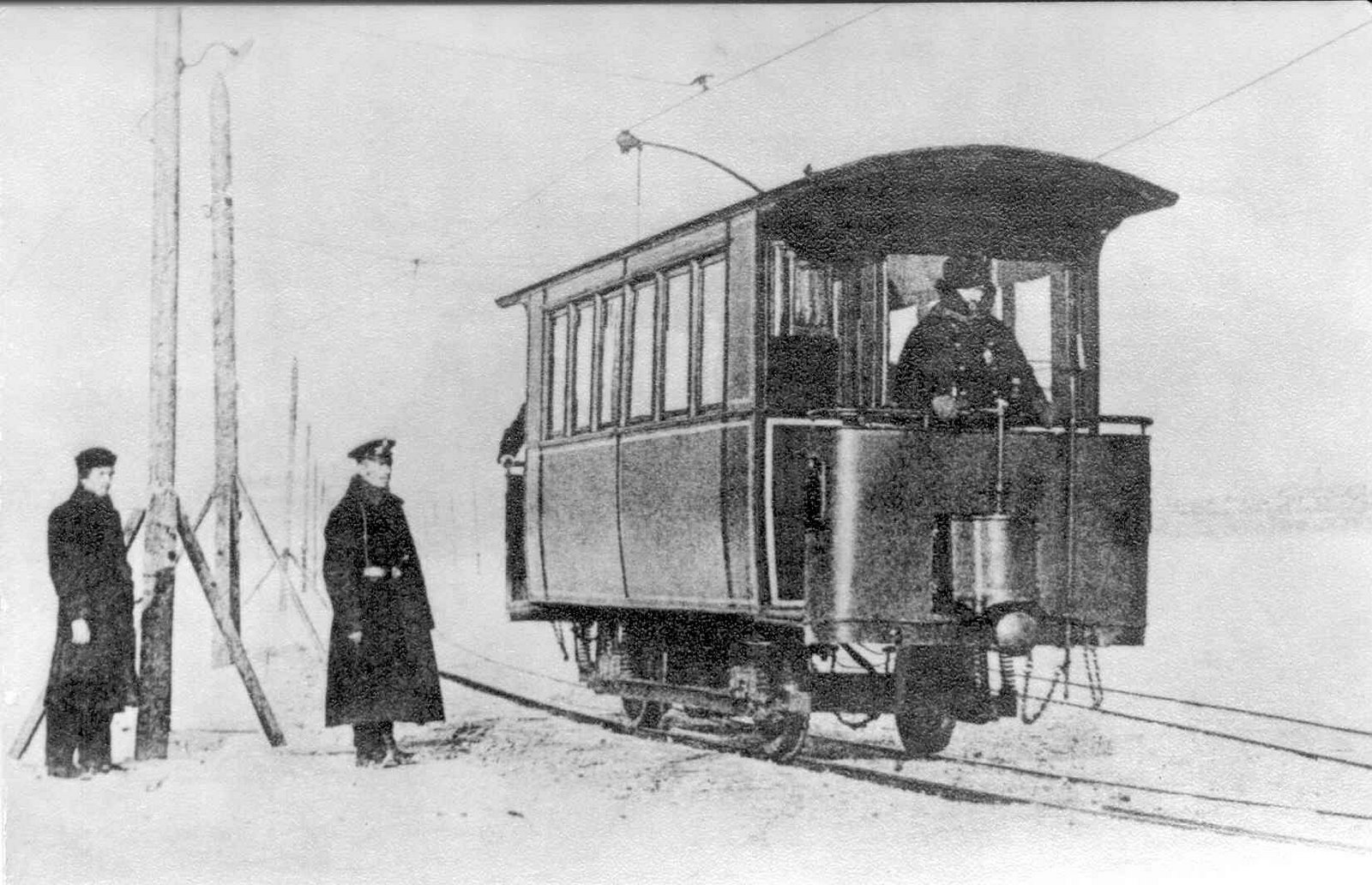
凍ったネヴァ川の上を走る電車
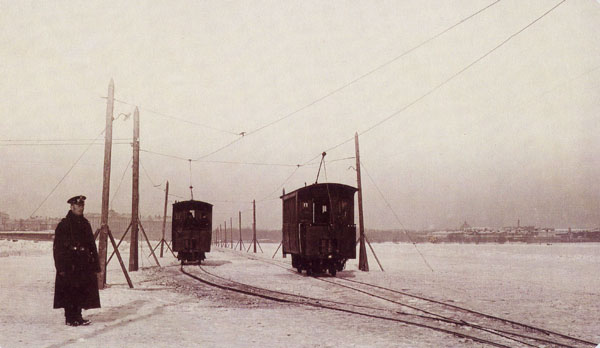
ネヴァ川の上に設けられた交換地点

他にも1882年から1884年には路面機関車（スチームトラム）の運行も行われていたが本格的な導入には至らず、馬車鉄道の後継となる路面電車が本格的に営業を開始するのは1907年9月29日まで待つ事となった。

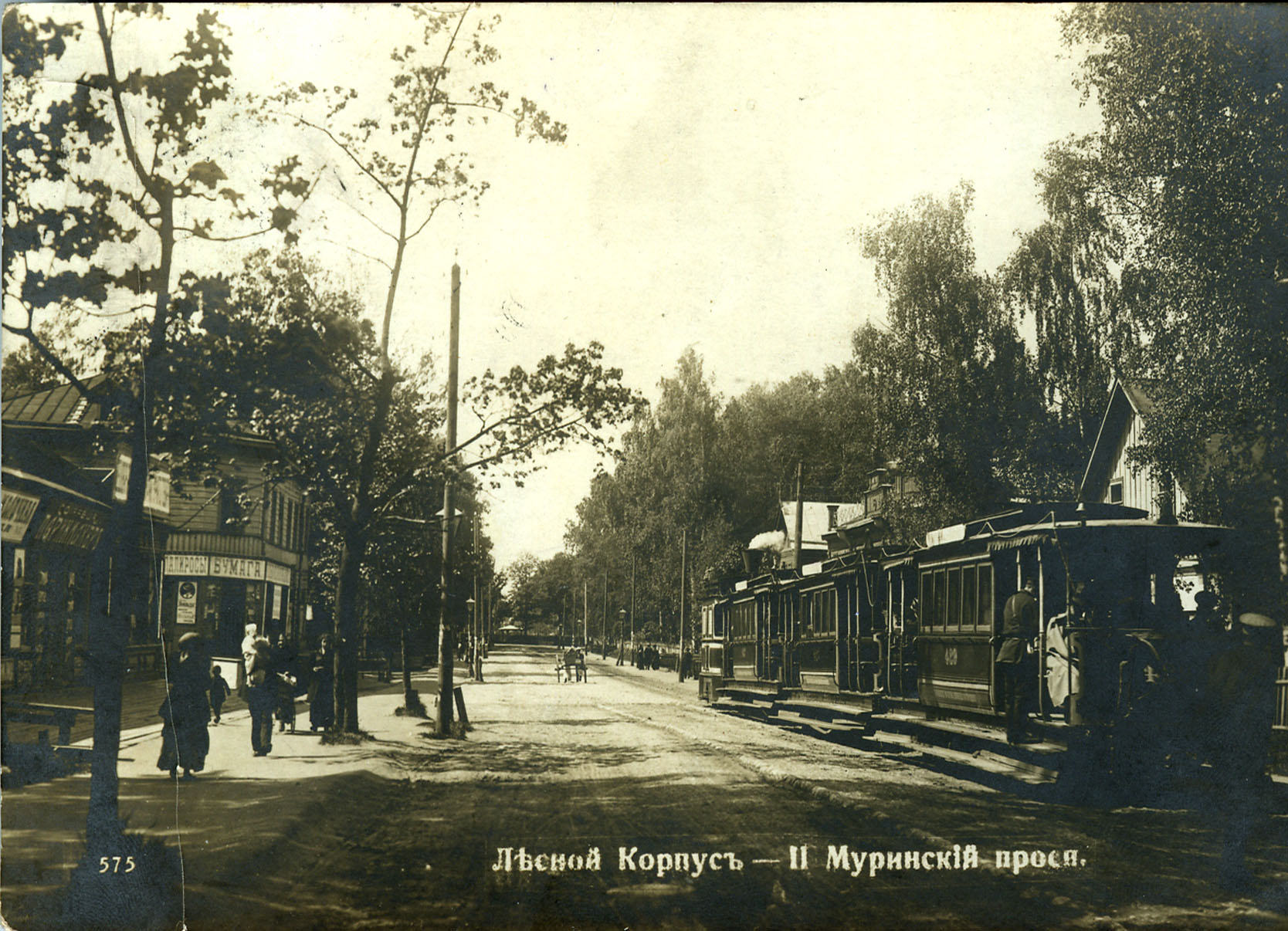
スチームトラムが牽引する列車

### 路面電車本格開業、戦争による影響
1907年に営業運転を開始した路面電車は1908年には58km、1912年には総延長119kmにまで規模を拡大し、それまで活躍していた馬車鉄道を次々と置き換えた。ロシア革命の影響を受け1917年以降は一時経営が悪化し、多くの路線の廃止に加えスチームトラムが再び営業運転に就く状況にまでなったが、1922年にソビエト連邦が樹立して以降は行政からの支援を受け路線の拡大が再開した他、貨物輸送も行われた。なお、1914年にはそれまでペテルブルクと呼ばれていた都市の名前がペトログラード（Петроград）に、1924年以降はレニングラード（Ленинград）に変更されている。
1934年にはアメリカのピーター・ウィット・カーの影響を受けた大型電車であるLM-33が登場し、第二次世界大戦直前には総延長160km、営業キロ700km、旅客用車両だけでも800両近くを擁する大規模路線網が築かれた。しかし第二次世界大戦、特に1941年9月8日から長期にわたって続いたレニングラード包囲戦は路面電車に甚大な影響を及ぼし、1941年12月8日から1942年4月14日（貨物輸送は1942年3月7日）の間には雪害や停電の影響により路面電車の運行が全線にわたって休止する事態も起きた。ただしその期間を除けば路面電車が停止した事はなく、1945年以降は急速に路線の復旧が行われている。

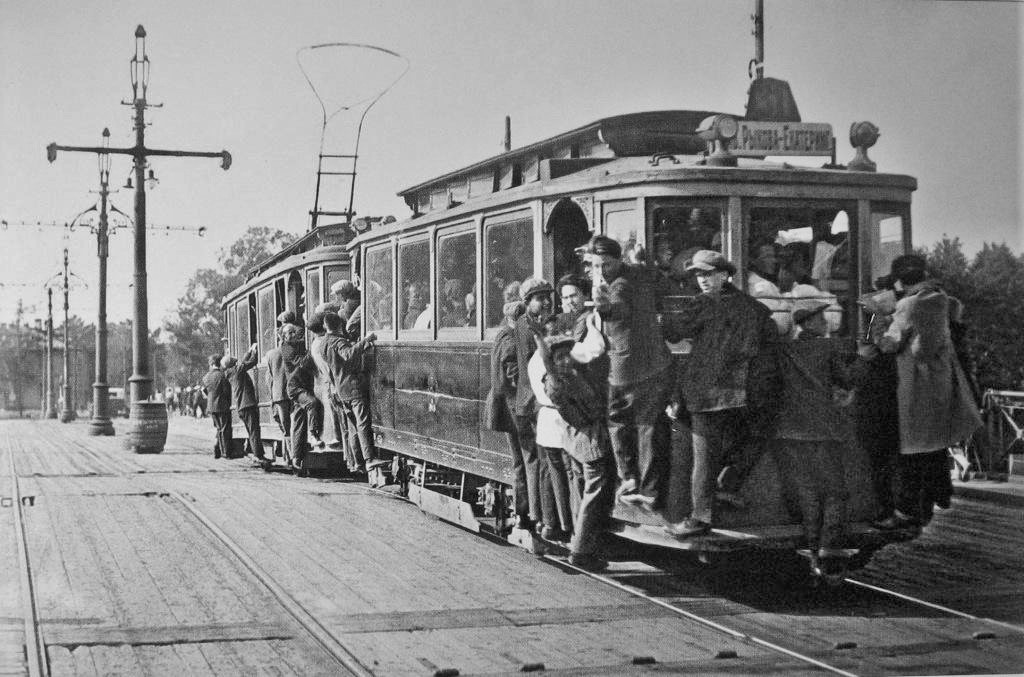
車外にも客を乗せた1933年の市電
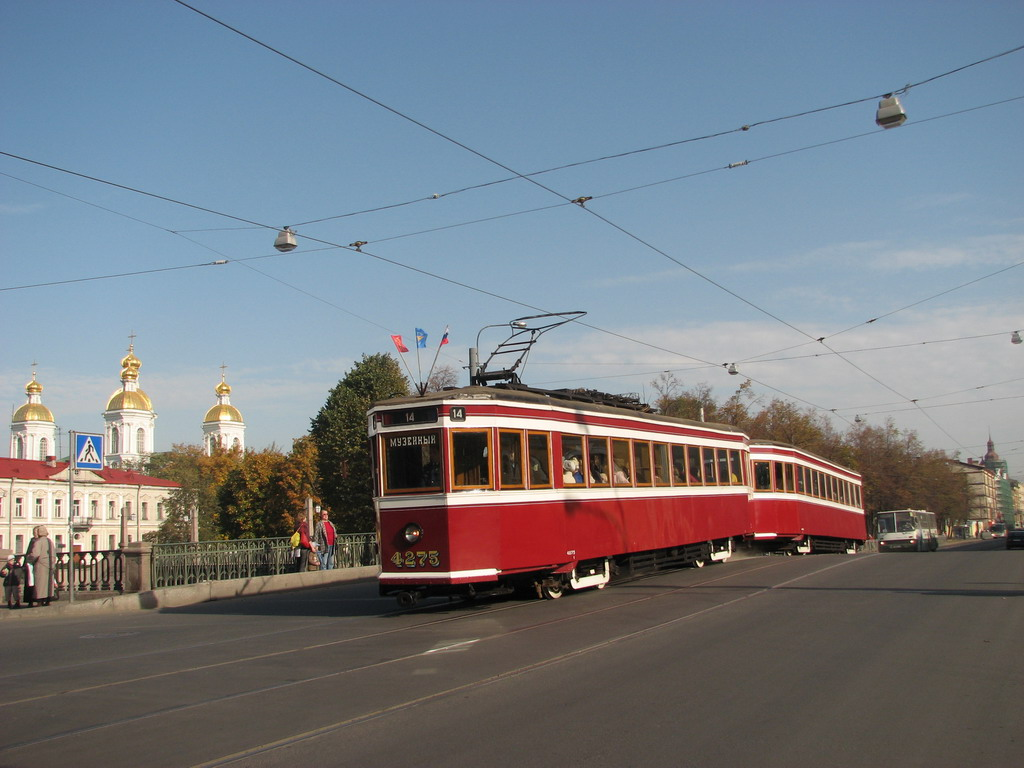
アメリカの技術の影響を受けたLM-33電車。

### "路面電車の首都"
1950年までにレニングラード市電の路線網は戦前までの規模に回復したが、それに加えて新たな路線の建設が次々に行われるようになった。1950年代だけでも新たに70km以上の路線、39系統が開業し、車両数も1500両以上に増大した。1955年のレニングラード地下鉄（現：サンクトペテルブルク地下鉄）開業以降も都市機能の充実や郊外からの需要を満たすための路線延長が続いた。その結果、1970年代から1980年代にかけての路線総延長は320kmにも及ぶほどになり、ギネスブックにも世界最大の路面電車網として登録された。ソビエト連邦の崩壊の前年である1990年には営業キロ700km、車両数2,200両、年間利用者数9億5000万人を記録している。
そして、レニングラードはその路面電車の規模から「路面電車の首都」と称されるにまで至った。

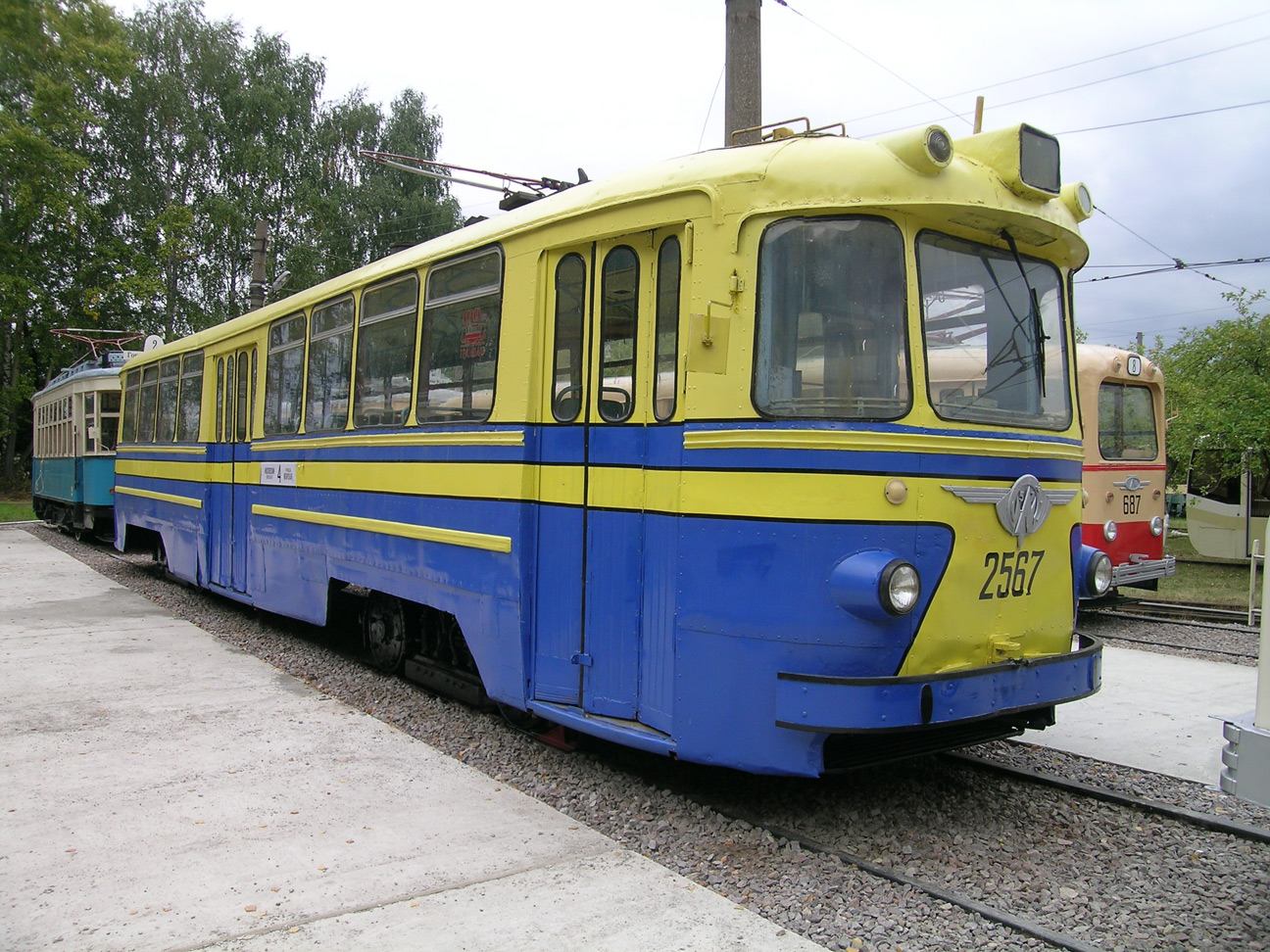
1957年に登場したLM-57電車。
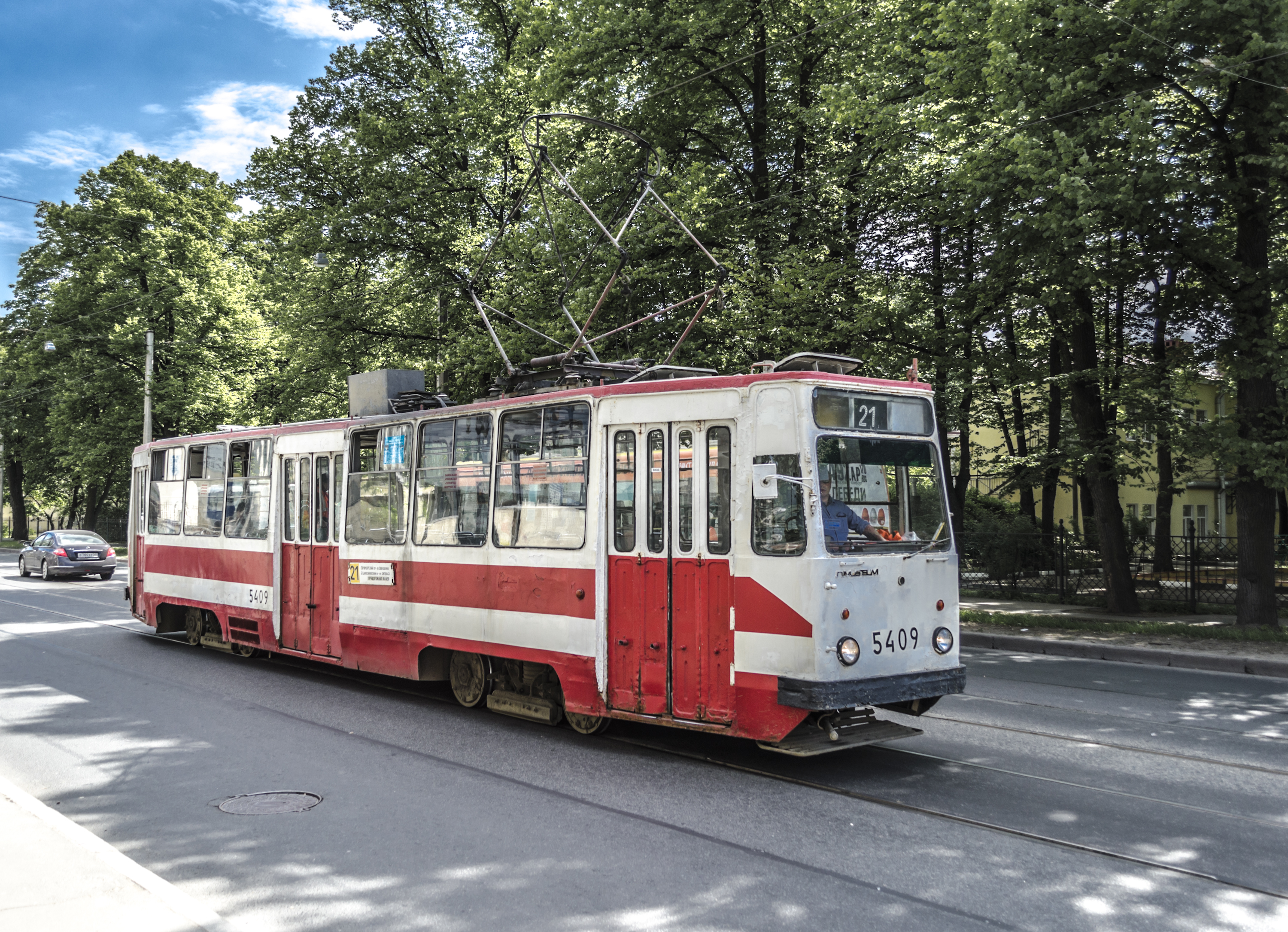
1974年から導入されたLM-68M（71-881）路面電車。
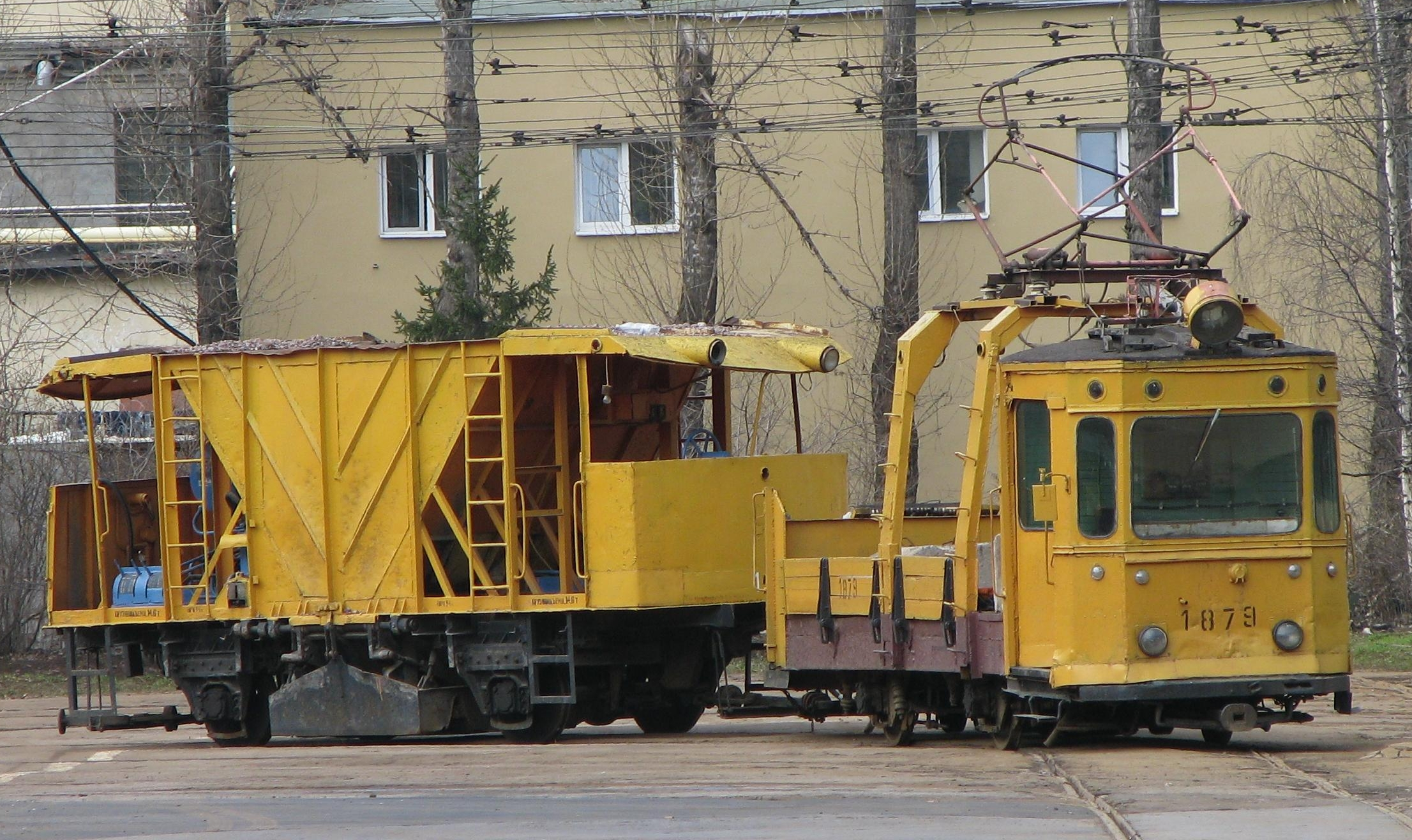
貨物輸送に使用されていた電動貨車。

### 路線縮小、路面電車の見直し
ソビエト連邦の崩壊以降、レニングラード市電改めサンクトペテルブルク市電では車両の老朽化や施設の管理不足に加え、モータリーゼーションの進展により乗客が減少した事や、サンクトペテルブルク市当局が路線網の路線バスへの置き換えを進めた事から、市内中心部を始めとした大規模な路線廃止が実行された。特に2001年から2007年の間には100km以上もの路線が廃止され、併せて2003年には第4車庫・第6車庫が、2007年には第2車庫が閉鎖された。またレニングラード市電時代から行われていた貨物輸送も1990年代に廃止されている。その結果、2008年10月には総延長228 kmとなり、2010年10月には更に総延長205.5 kmへと縮小した。そして世界最大の路面電車網の地位もオーストラリア・メルボルンの路面電車（2018年6月現在の路線総延長250km）へ明け渡す事となった。
一方、2010年代以降は路面電車の見直しが進んでおり、廃止された路線の復活や新規路線の開通、超低床電車の導入などの近代化が積極的に行われている。2017年にはネヴァ川を跨ぐトゥッコフ橋の建て替えに合わせて2005年に廃止された路面電車路線の復活が行われ、一時分断されていた路線網が再接続している。

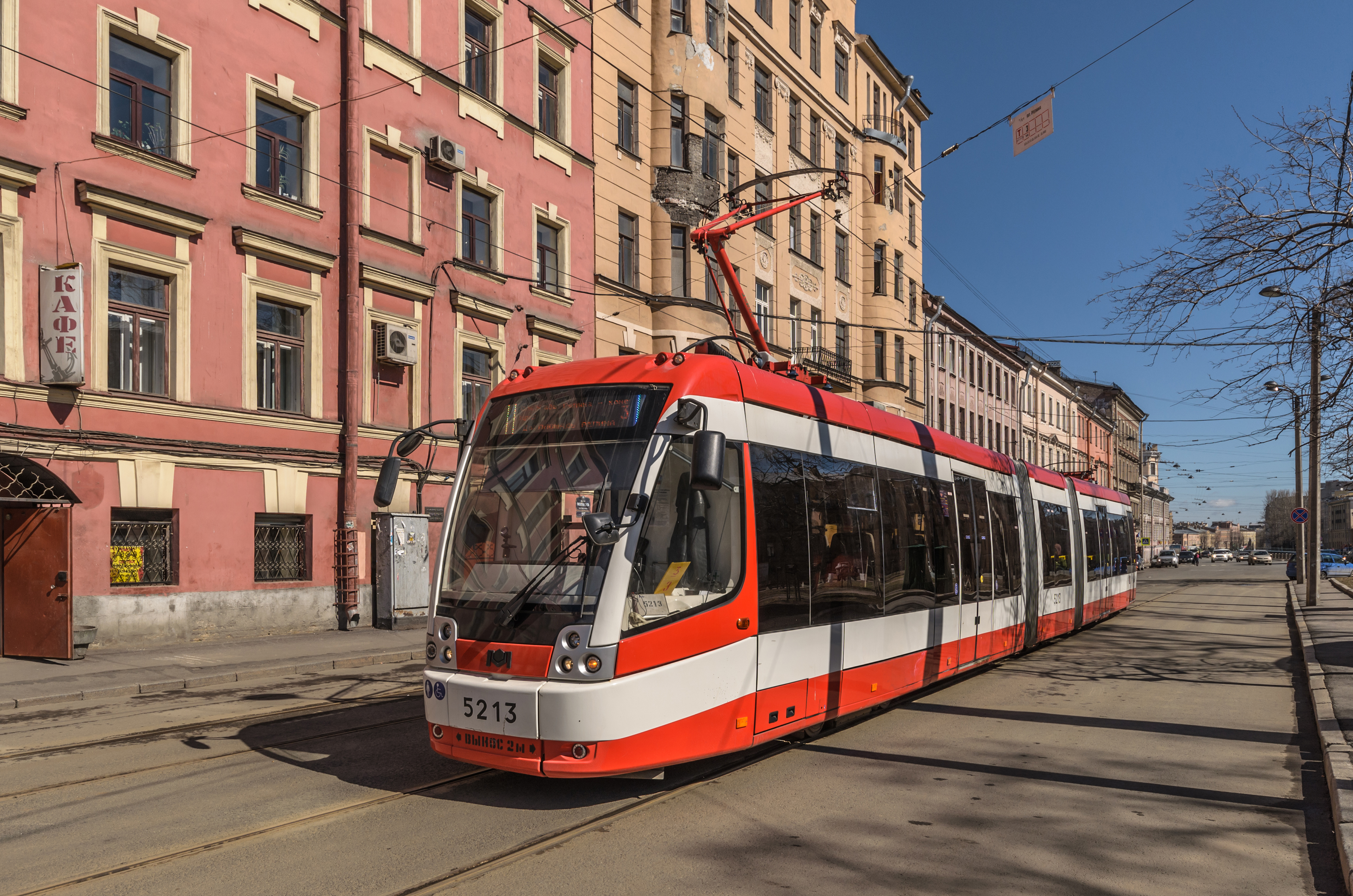
超低床電車の導入も進んでいる。

### 路線の民間委託・今後の延伸計画
路線の近代化の一環として、サンクトペテルブルク市では一部の系統の運営を民間企業によって設立されたコンソーシアムに委託する官民パートナーシップ事業を進めている。その最初の事例となるチジク（Чижик）は2018年3月から営業運転を開始しており、路線網の大規模な改良、新型電車の導入などが実施された結果、最高表定速度24 km/h、最短運転間隔2分という近代的なライトレール路線になっている。2023年以降も新たなコンソーシアムと連携した民間が運営する路面電車網の新設が予定されており、こちらは「チジク」とは異なり完全な新規路線として開通する事になっている。

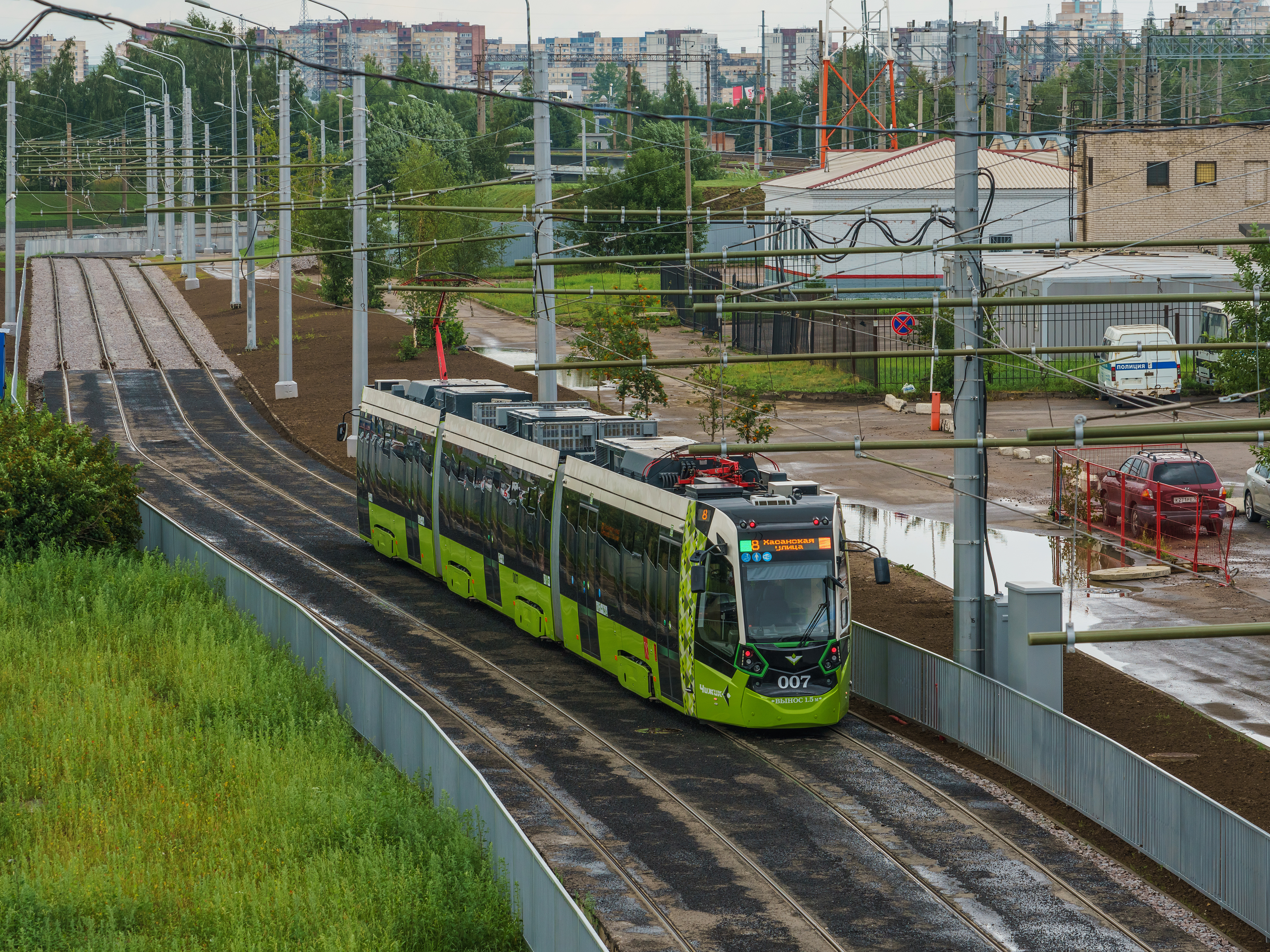
「チジク」に導入されている超低床電車「メテリツァ」

また、これら以外に、レニングラード州フセヴォロジクス地区スヴェルドロフスク都市集落のノヴォサラトフカ村の急激な人口増加や発展を受け、同地区とサンクトペテルブルク地下鉄のロモノソフスカヤ駅を結び既存の路面電車網と接続する都市間系統の建設が検討されている。

## 系統
最盛期の1997年10月13日から1998年2月20日には計68系統が存在していたが、その後の路線廃止や系統整理を経て2022年8月現在は「チジク」に属する系統を除き39系統が存在している。始発電車は5時30分 - 6時に始発、終電は24時 - 24時30分に到着を基本としており、平日のみ運行する系統も複数存在する。
前面の方向幕には系統番号・目的地に加えて白、青、赤、緑、黄の5色を使用した表示灯が設置されており、色や組み合わせにより系統を識別する事が可能である。これは1910年以降続くサンクトペテルブルク市電の伝統である。
なお、トロリーバスも含めサンクトペテルブルクの公共交通機関にはGLONASS（ГЛОНАСС）と呼ばれる車両位置情報管理システムが搭載されており、車両の位置をリアルタイムで確認出来る。
| 系統番号 | 表示灯 | 経路                                                            | 備考                                        |
| -------- | ------ | --------------------------------------------------------------- | ------------------------------------------- |
| A        |        | ул. Дыбенко - ул. Дыбенко                                       | 環状系統 平日のみ運行                       |
| T1       |        | Средний пр. В.О. - Средний пр. В.О.                             | 環状系統 旧型電車を模したレトロ調車両で運行 |
| 3        |        | ул. Дыбенко→ул. Комсомола Боткинская ул.→ул. Дыбенко            |                                             |
| 6        |        | ул. Кораблестроителей - пл. Ленина                              |                                             |
| 7        |        | ул. Дыбенко - Гранитная ул.                                     |                                             |
| 9        |        | Пискаревский пр. - Енотаевская ул.                              |                                             |
| 10       |        | К/ст «Пр. Солидарности» - к/ст «Ул. Передовиков»                |                                             |
| 16       |        | Мгинская ул. - пл. Стачек                                       |                                             |
| 18       |        | ул. Шаврова - Гаккелевская ул.                                  |                                             |
| 19       |        | Школьная ул. - платформа 11-й км                                |                                             |
| 20       |        | пр. Культуры - пл. Ленина                                       |                                             |
| 21       |        | ул. Савушкина - Придорожная аллея                               |                                             |
| 23       |        | пр. Солидарности - пл. Ленина                                   |                                             |
| 24       |        | Тепловозная ул.→Исполкомская ул. Херсонская ул.→Тепловозная ул. |                                             |
| 25       |        | Балканская ул.→Кузнечный пер Свечной пер.→Балканская ул.        |                                             |
| 27       |        | Тепловозная ул. - ул. Дыбенко                                   |                                             |
| 29       |        | ул. Ленсовета - Московский пр.                                  |                                             |
| 30       |        | р.Оккервиль - Перекупной пер.                                   |                                             |
| 36       |        | Санкт-Петербургское шоссе - ул. Трефолева                       | 通称「オラネラ線（Оранэла）」               |
| 38       |        | пр. Мечникова - станция Кушелевка                               |                                             |
| 39       |        | Дальневосточный пр. - Новочеркасский пр.                        |                                             |
| 40       |        | Тихорецкий пр. - ул. Кораблестроителей                          |                                             |
| 41       |        | Северная верфь - пл. Тургенева                                  |                                             |
| 43       |        | Балканская пл. - пл. Московские ворота                          |                                             |
| 45       |        | пр. Юрия Гагарина - Балканская пл.                              |                                             |
| 47       |        | ул. Шаврова - пр. Испытателей                                   |                                             |
| 48       |        | Школьная ул. - Политехническая ул.                              |                                             |
| 49       |        | Бухарестская ул. - ул. Марата                                   | 進行方向により経由区間が異なる              |
| 51       |        | Суздальский пр. - Пискарёвский пр.                              |                                             |
| 52       |        | Корабельная ул. - пр. Народного Ополчения                       | 進行方向により経由区間が異なる              |
| 55       |        | Придорожная аллея - пр. Авиаконструкторов                       |                                             |
| 56       |        | Корабельная ул. - ул. Маршала Казакова                          | 平日のみ運行                                |
| 57       |        | Тихорецкий пр. - ул. Руставели                                  |                                             |
| 58       |        | пр. Культуры - Суздальский пр.                                  |                                             |
| 60       |        | Корабельная ул. - ЛЭМЗ                                          |                                             |
| 61       |        | Суздальский пр. - Станция метро Выборгская                      |                                             |
| 62       |        | М. Балканская ул. - Балканская пл.                              |                                             |
| 65       |        | ул. Дыбенко - пр. Обуховской Обороны                            | 平日のみ運行                                |
| 100      |        | Придорожная аллея - ул. Руставели                               |                                             |

## 車両

### 営業用車両
2023年現在、サンクトペテルブルク市電の路線で営業運転に使用されている車両は以下の通り。また、これらに加えて「チジク」ではシュタッドラー・レール製の超低床電車であるメテリツァ（B85600M3）が23両使用されている。
| サンクトペテルブルク市電 営業用車両 | サンクトペテルブルク市電 営業用車両 | サンクトペテルブルク市電 営業用車両 | サンクトペテルブルク市電 営業用車両 | サンクトペテルブルク市電 営業用車両                             | サンクトペテルブルク市電 営業用車両 |
| 形式                                | 形式                                | 編成                                | 車両数                              | 備考・参考                                                      |                                     |
| ----------------------------------- | ----------------------------------- | ----------------------------------- | ----------------------------------- | --------------------------------------------------------------- | ----------------------------------- |
| LM-68M                              | LM-68M2                             | ボギー車                            | 22両                                | 更新車両                                                        |                                     |
| LM-68M                              | LM-68M3                             | ボギー車                            | 14両                                | 更新車両                                                        |                                     |
| LVS-86                              | LVS-86K                             | 2車体連接車                         | 150両                               |                                                                 |                                     |
| LVS-86                              | LVS-86M2                            | 2車体連接車                         | 32両                                |                                                                 |                                     |
| LVS-86                              | LVS-86K-M                           | 2車体連接車                         | 9両                                 |                                                                 |                                     |
| LVS-97                              | LVS-97K                             | 2車体連接車                         | 1両                                 |                                                                 |                                     |
| LM-99                               | LM-99K                              | ボギー車                            | 34両                                |                                                                 |                                     |
| LM-99                               | LM-99AV                             | ボギー車                            | 20両                                |                                                                 |                                     |
| LM-99                               | LM-99AVN                            | ボギー車                            | 69両                                |                                                                 |                                     |
| LVS-2005                            | LVS-2005                            | 2車体連接車                         | 25両                                | 部分超低床電車                                                  |                                     |
| LM-2008                             | LM-2008                             | ボギー車                            | 33両                                | 部分超低床電車                                                  |                                     |
| 71-623                              | 71-623-02                           | ボギー車                            | 3両                                 | 部分超低床電車                                                  |                                     |
| 71-623                              | 71-623-03                           | ボギー車                            | 7両                                 | 部分超低床電車                                                  |                                     |
| 71-623                              | 71-623-03.01                        | ボギー車                            | 1両                                 | 部分超低床電車                                                  |                                     |
| 71-628                              | 71-628-02                           | ボギー車                            | 14両                                | 超低床電車                                                      |                                     |
| 71-631                              | 71-631                              | 3車体連接車                         | 11両                                | 部分超低床電車                                                  |                                     |
| 71-631                              | 71-631-01                           | 3車体連接車                         | 1両                                 | 部分超低床電車                                                  |                                     |
| 71-631                              | 71-631-02                           | 3車体連接車                         | 15両                                | 部分超低床電車                                                  |                                     |
| 71-631                              | 71-631-02.02                        | 3車体連接車                         | 16両                                | 部分超低床電車                                                  |                                     |
| 71-911                              | 71-911EM                            | ボギー車                            | 1両                                 | 超低床電車 "ライオネット" 17両を導入予定                        |                                     |
| 71-931                              | 71-931                              | 3車体連接車                         | 10両                                | 超低床電車 "ヴィチャズ"                                         |                                     |
| 71-931                              | 71-931M                             | 3車体連接車                         | 81両                                | 超低床電車 "ヴィチャズ"                                         |                                     |
| 71-931                              | 71-931AM                            | 3車体連接車                         | 2両                                 | 超低床電車 "ヴィチャズ・レニングラード"                         |                                     |
| 71-932                              | 71-932                              | 3車体連接車                         | 38両                                | 超低床電車 両運転台・両方向型 "ネフスキー"                      |                                     |
| 71-923                              | 71-923                              | 2車体連接車                         | 3両                                 | 超低床電車 "ボガトィーリ"                                       |                                     |
| 71-923                              | 71-923M                             | 2車体連接車                         | 120両                               | 超低床電車 "ボガトィーリM"                                      |                                     |
| 71-801                              | 71-801                              | 3車体連接車                         | 4両                                 | 超低床電車 シタディス301 CIS                                    |                                     |
| AKSM-84300M                         | AKSM-84300M                         | 3車体連接車                         | 1両                                 | 部分超低床電車                                                  |                                     |
| 71-301                              | 71-301                              | ボギー車                            | 4両                                 | 部分超低床電車                                                  |                                     |
| 71-407                              | 71-407-1                            | ボギー車                            | 1両                                 | 部分超低床電車                                                  |                                     |
| 71-421                              | 71-421R                             | 2車体連節車                         | 5両                                 | 超低床電車 "ドヴラートフ" 34両を導入予定                        |                                     |
| 71-421                              | 71-421R-01                          | 2車体連節車                         | 16両                                | 超低床電車 "ドヴラートフ" 34両を導入予定                        |                                     |
| 71-431                              | 71-431R                             | 3車体連節車                         | 11両                                | 超低床電車 両運転台・両方向型 "ドストエフスキー" 42両を導入予定 |                                     |

### ギャラリー

過去の車両
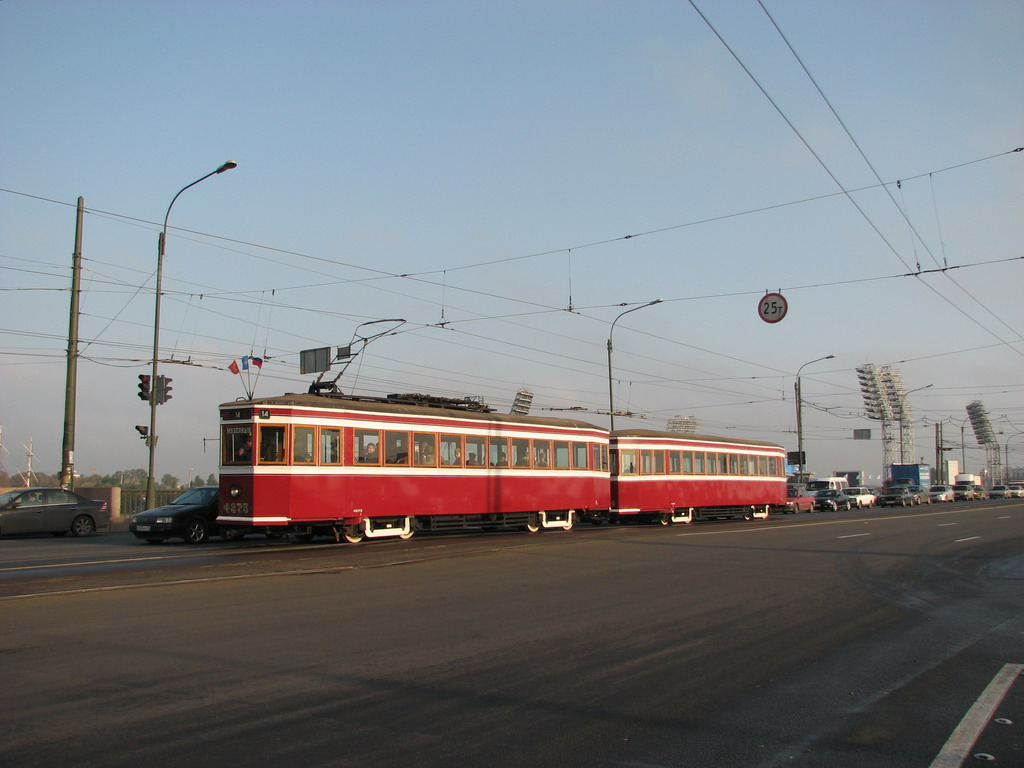
LM-33
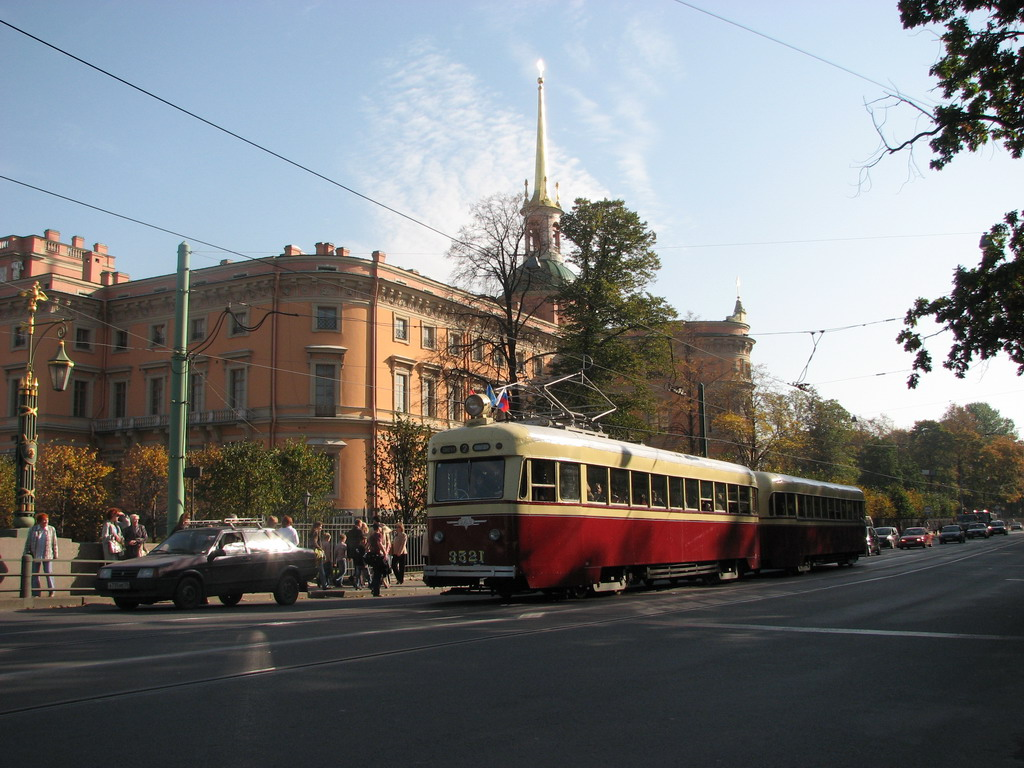
LM-47
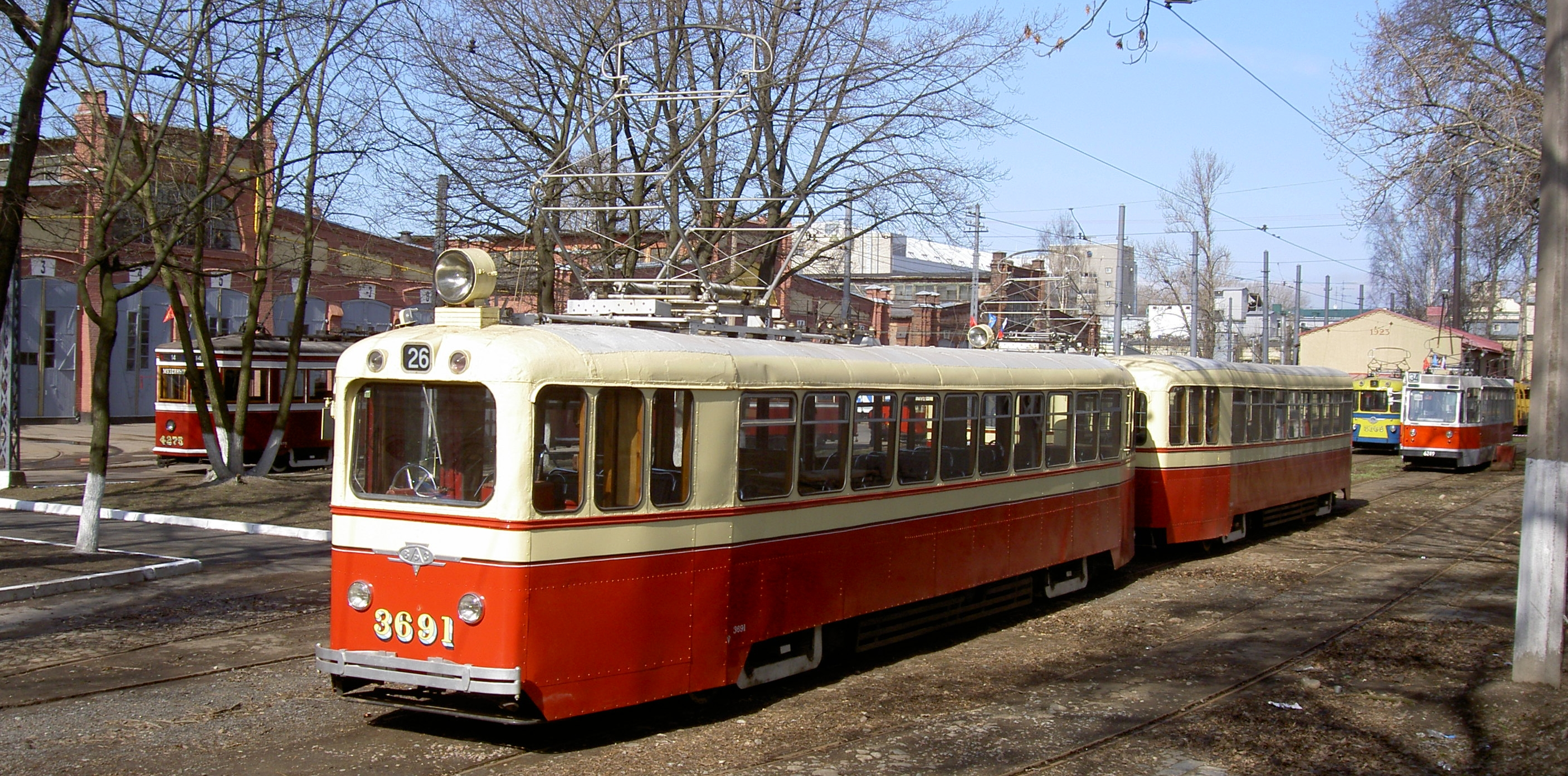
LM-49
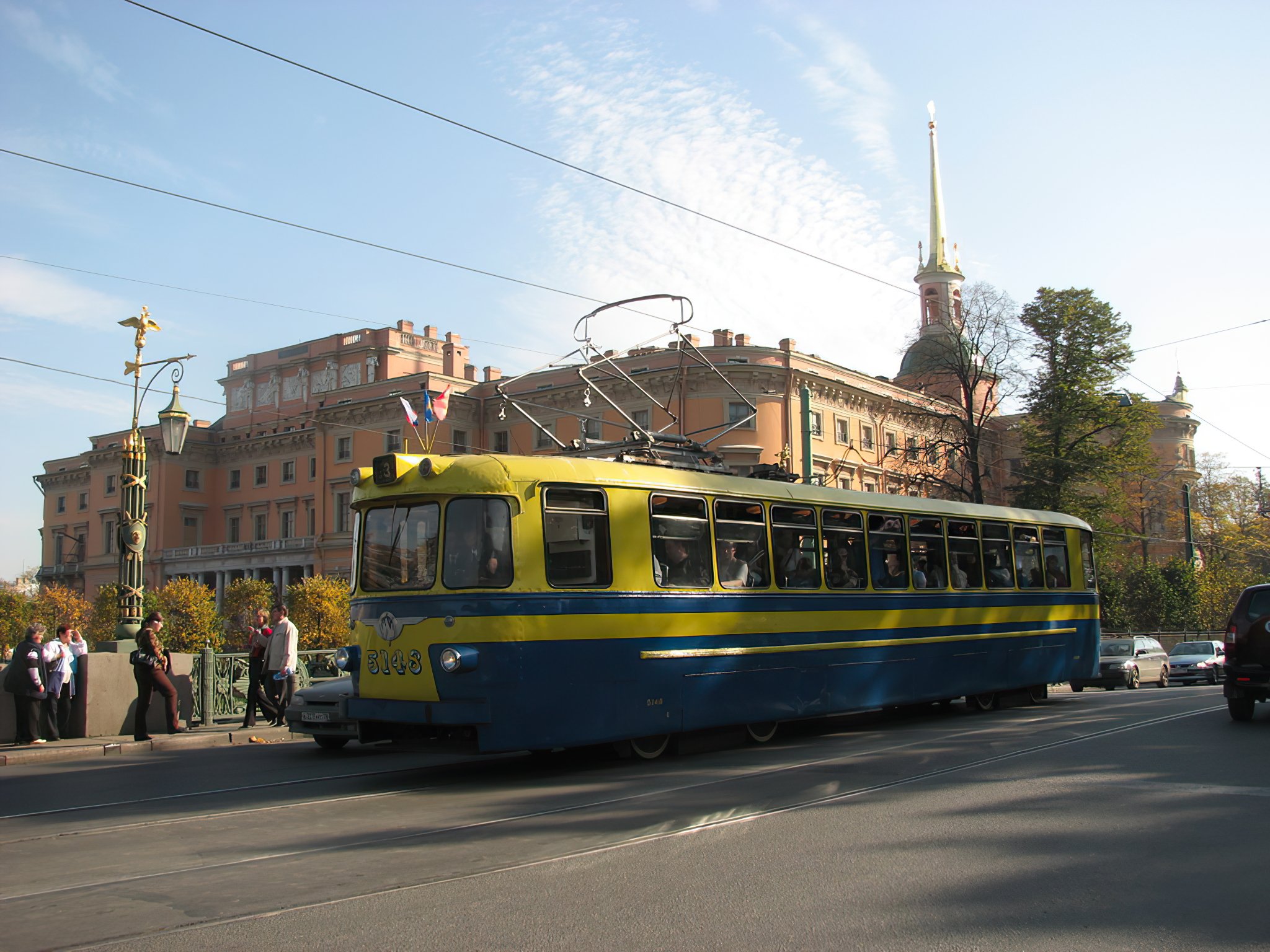
LM-57
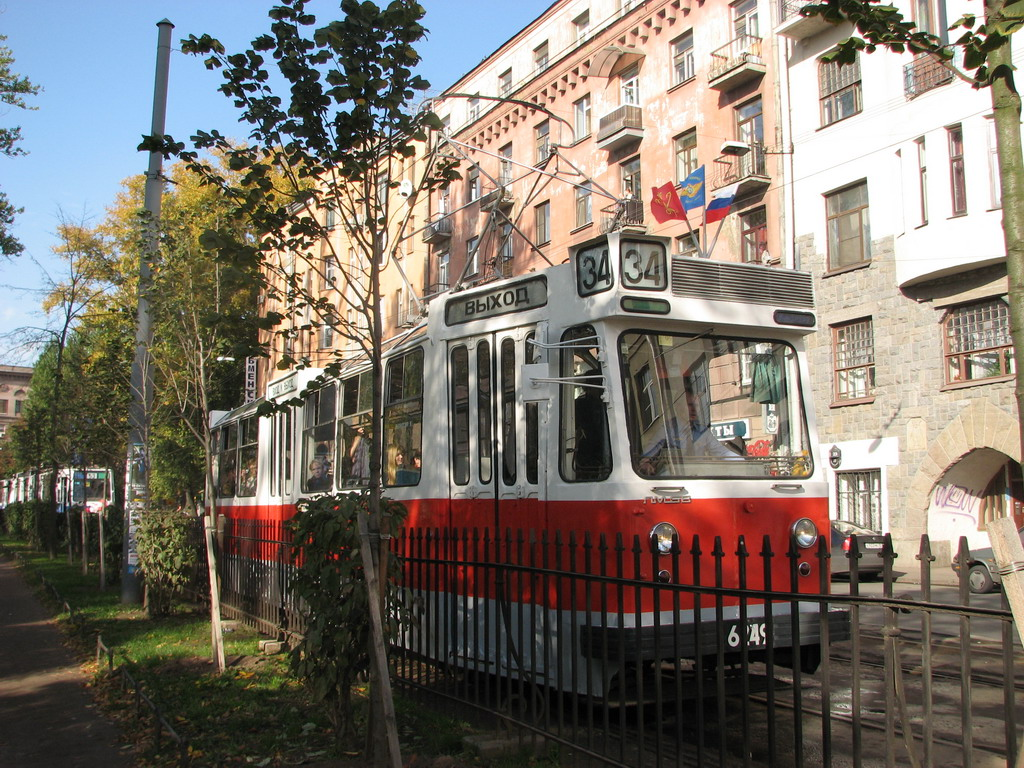
LM-68
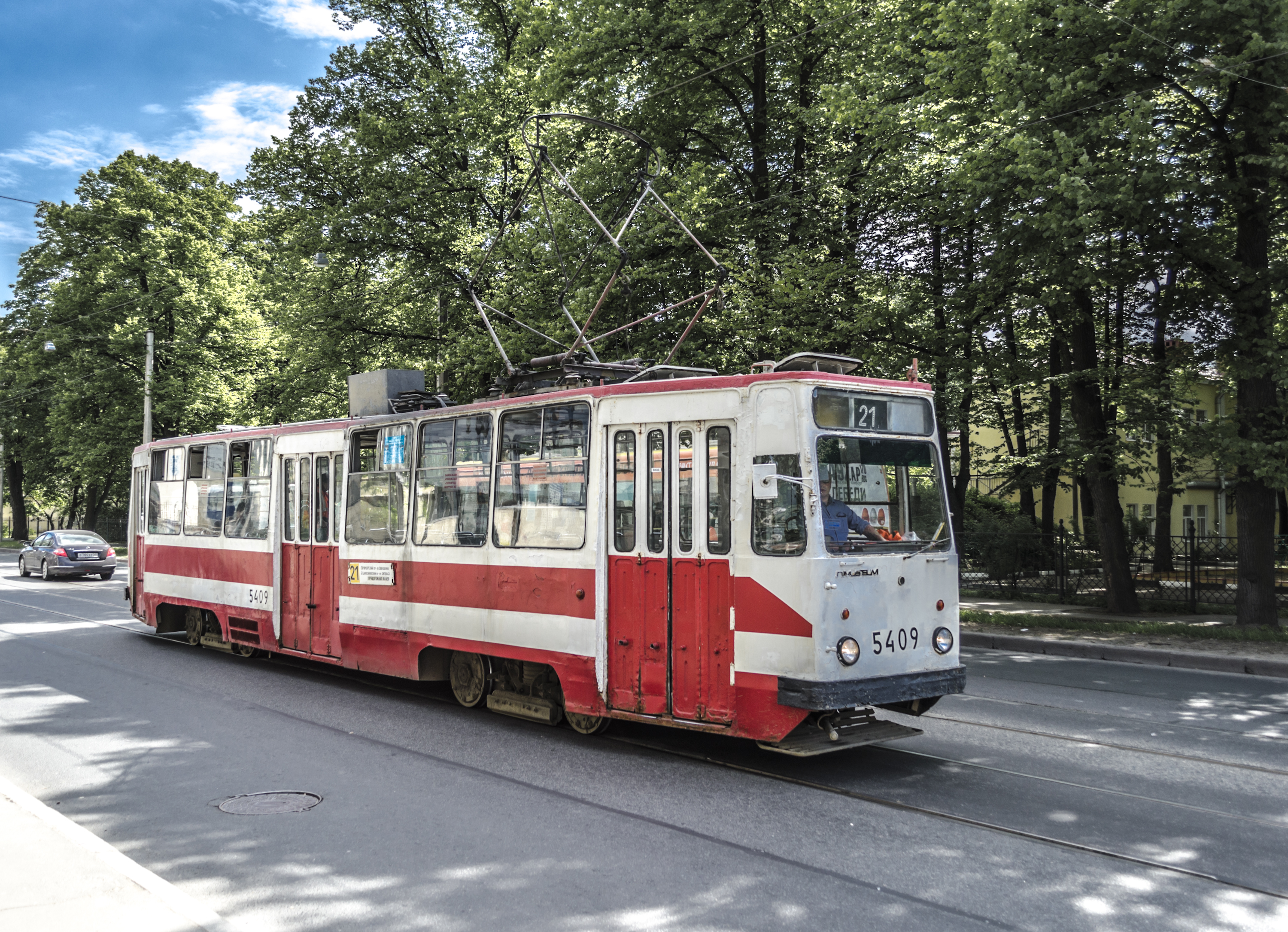
LM-68M
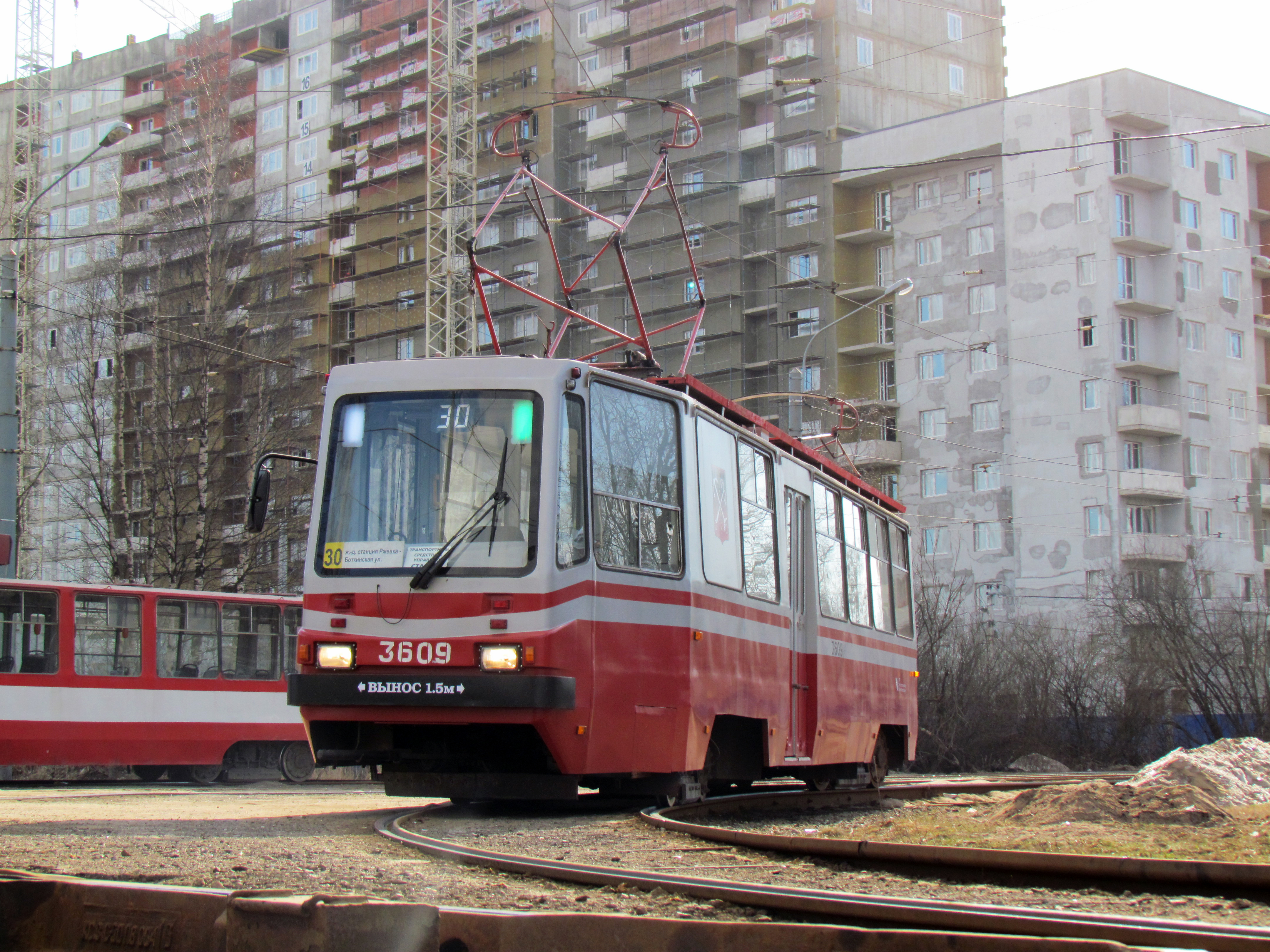
71-88G
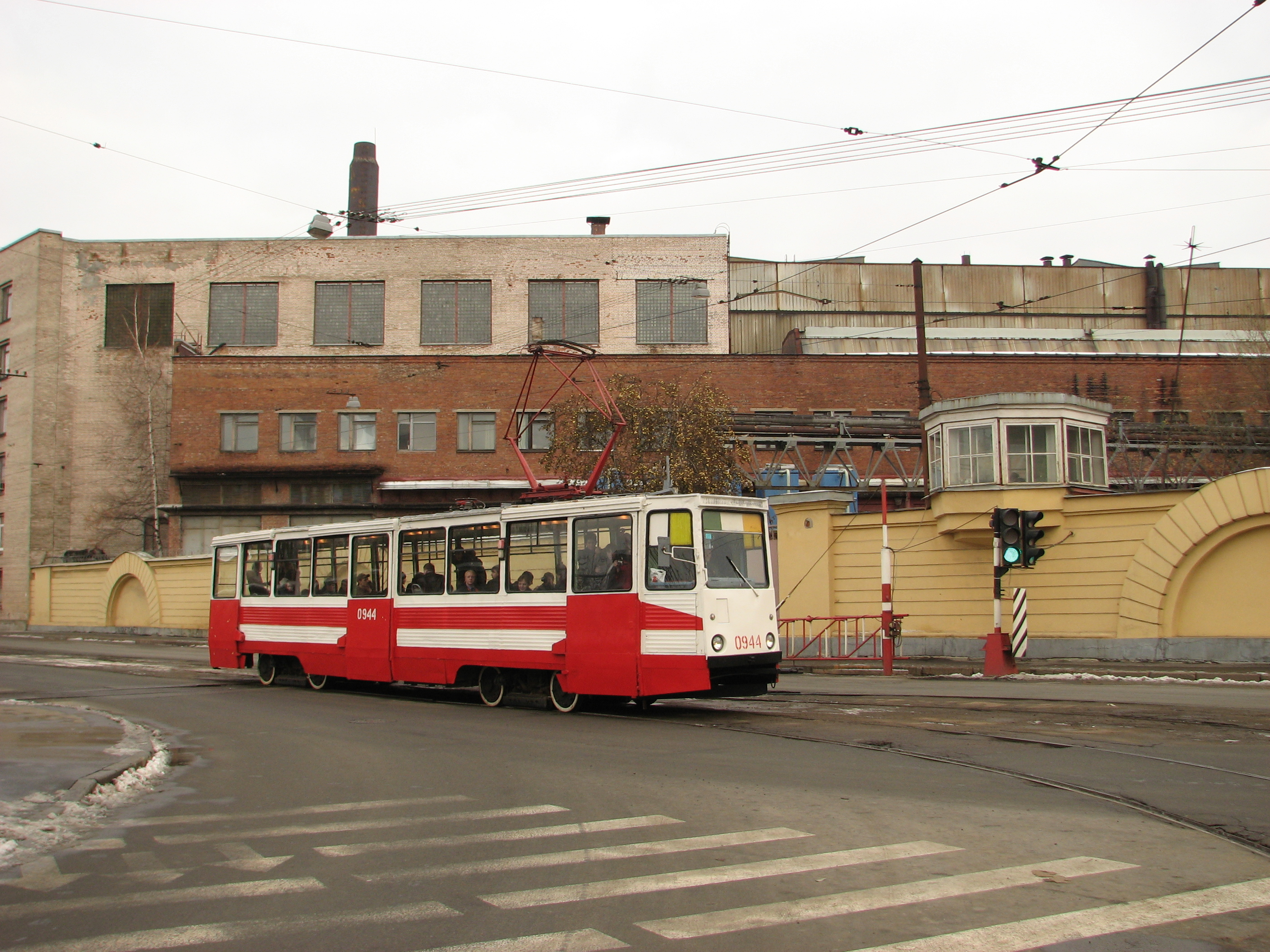
71-605

現有車両
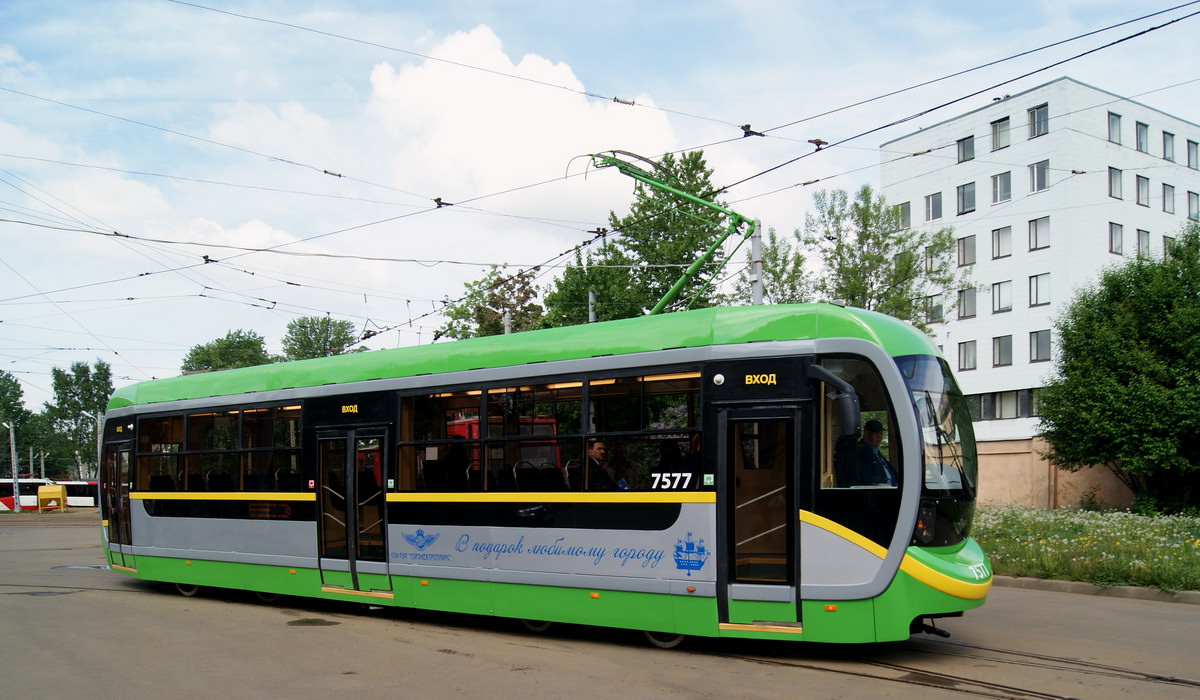
LM-68M2
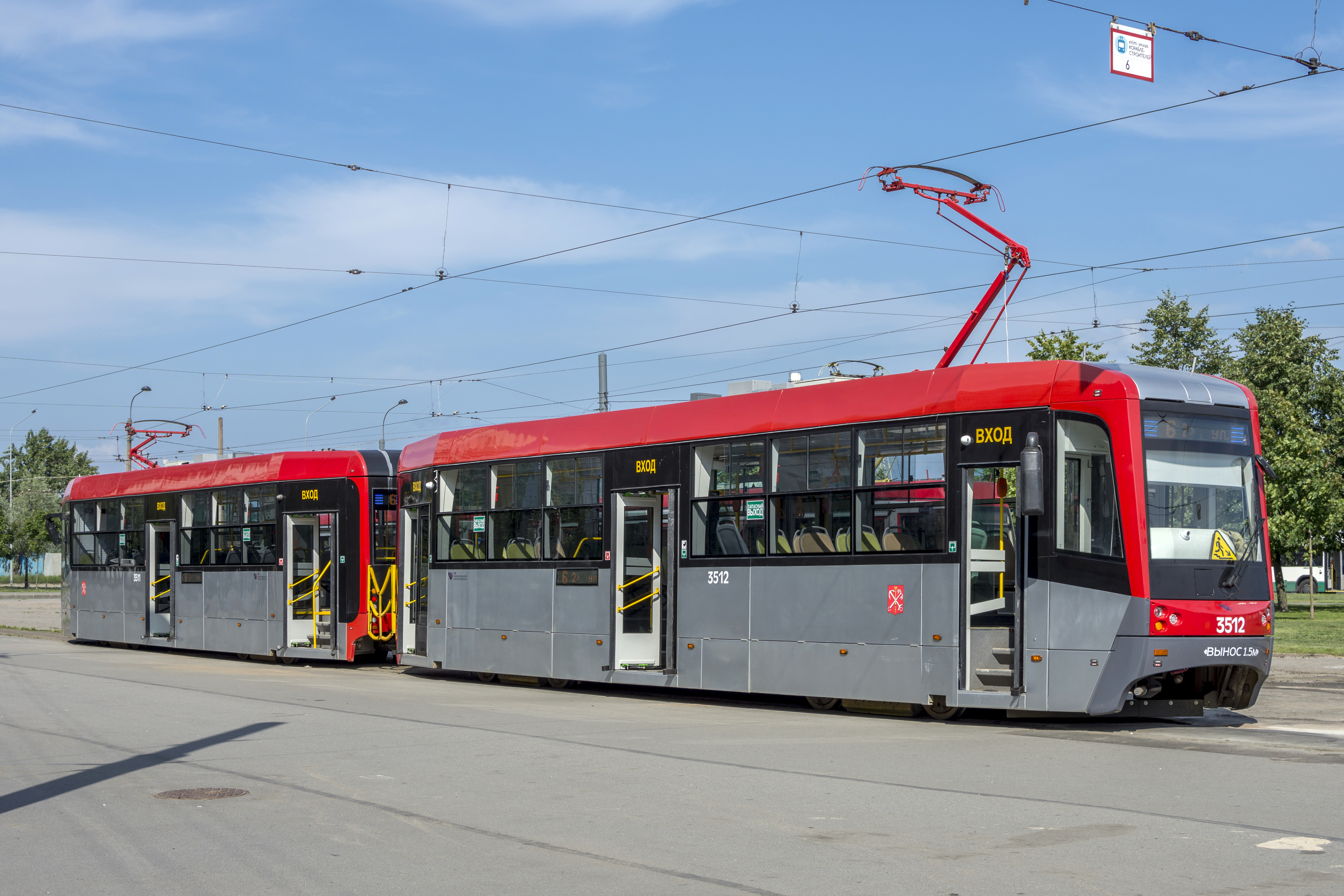
LM-68M3
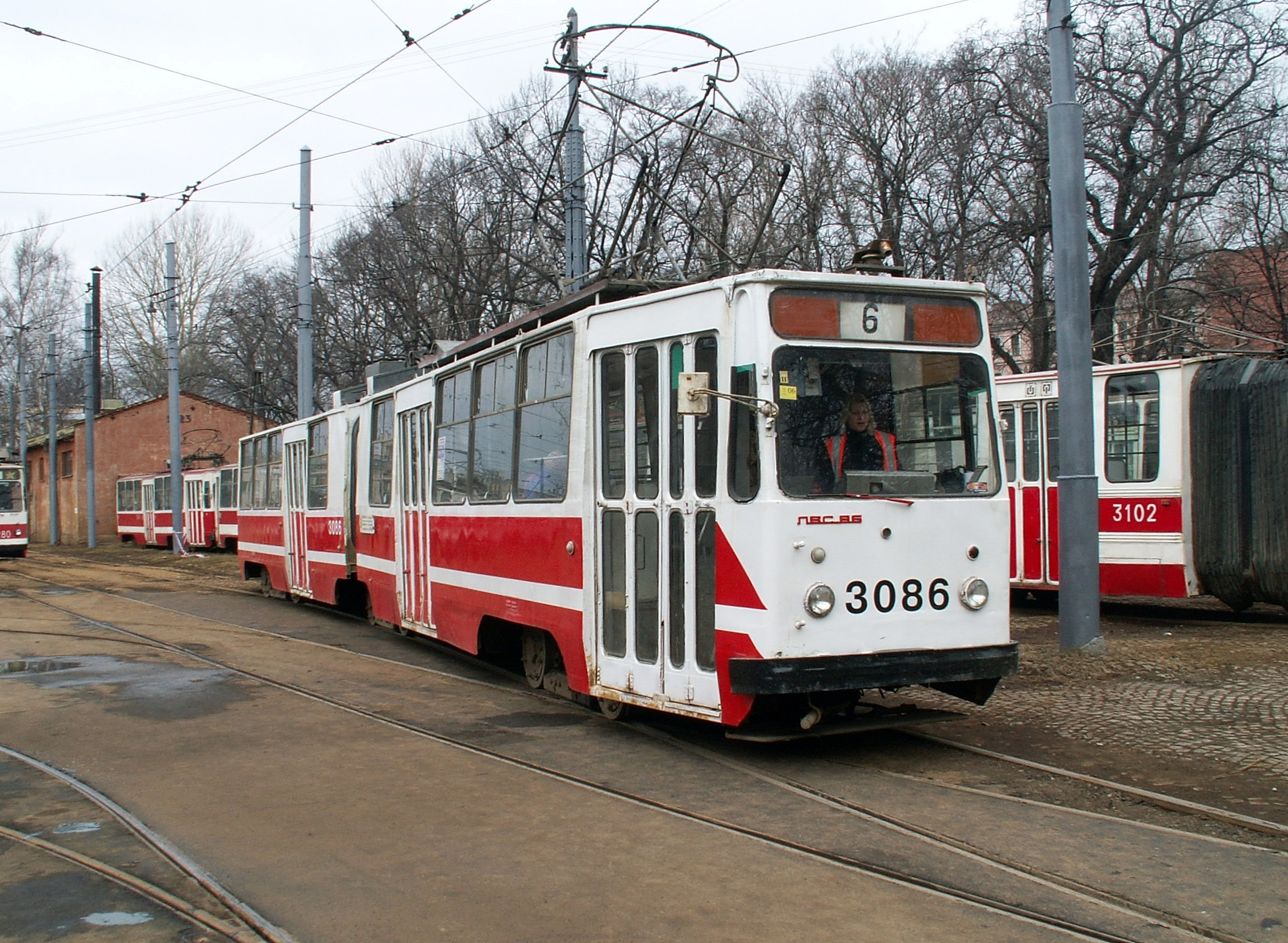
LVS-86K
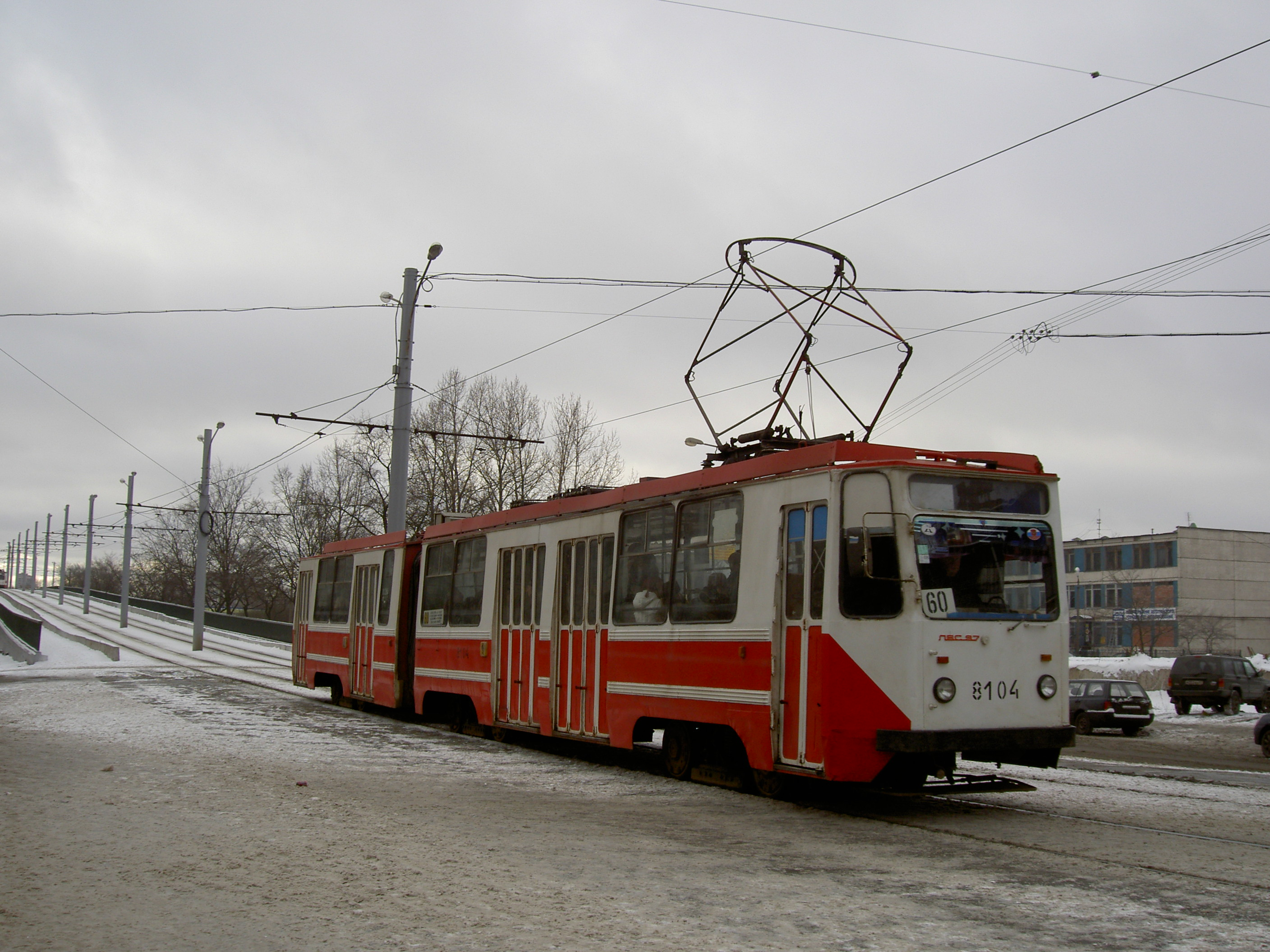
LVS-97K
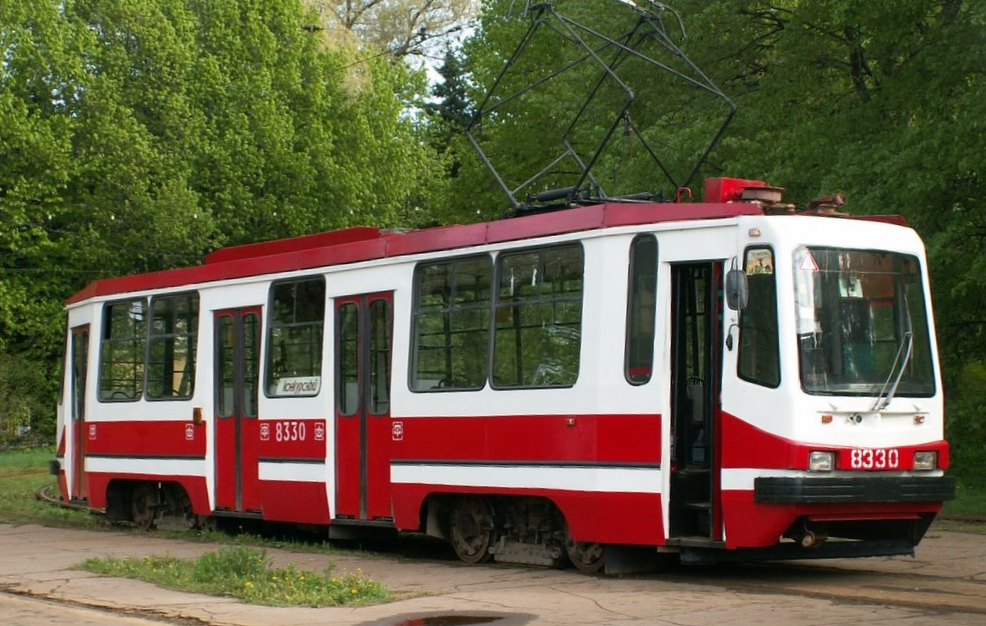
LM-99K
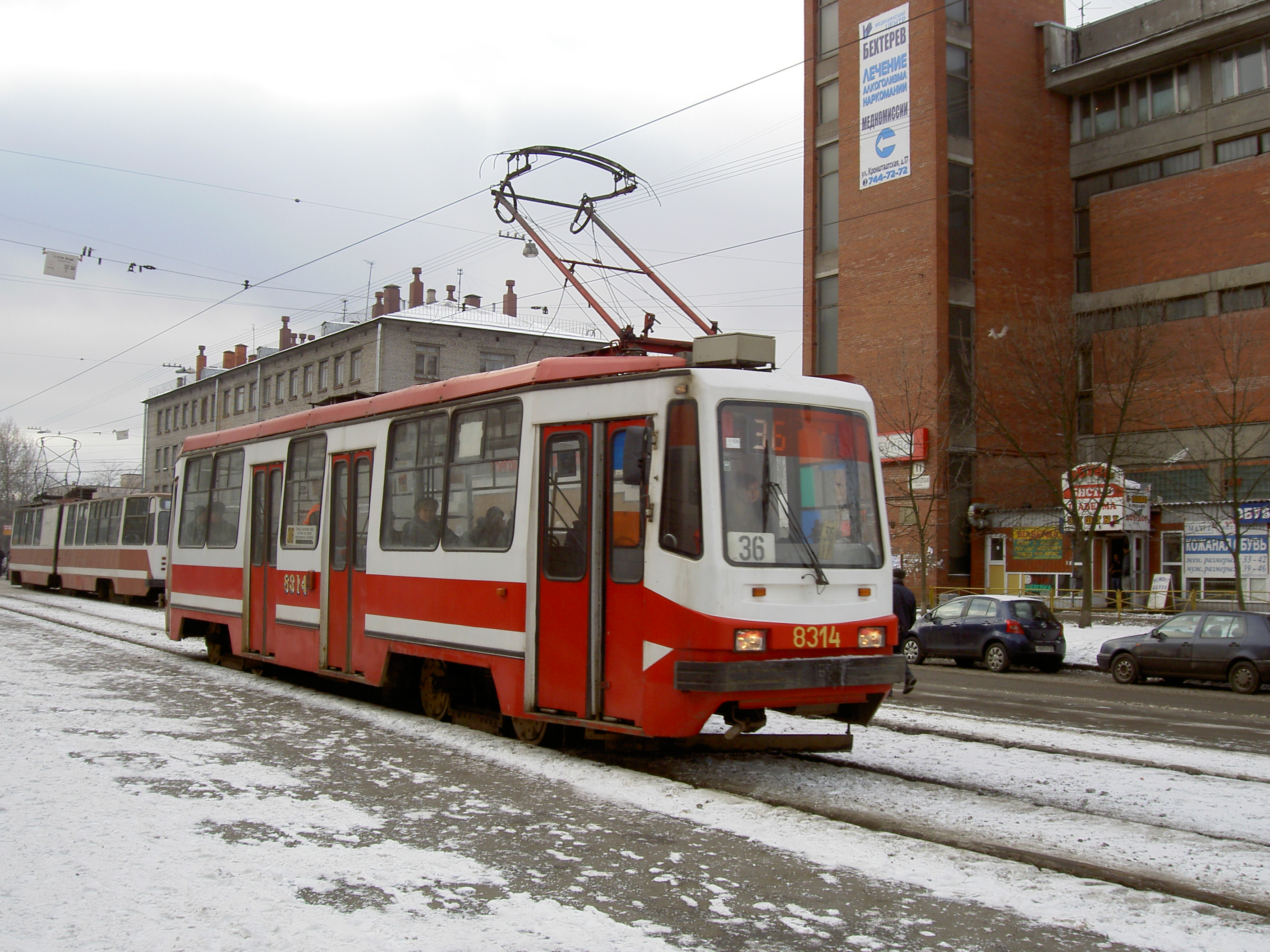
LM-99AV
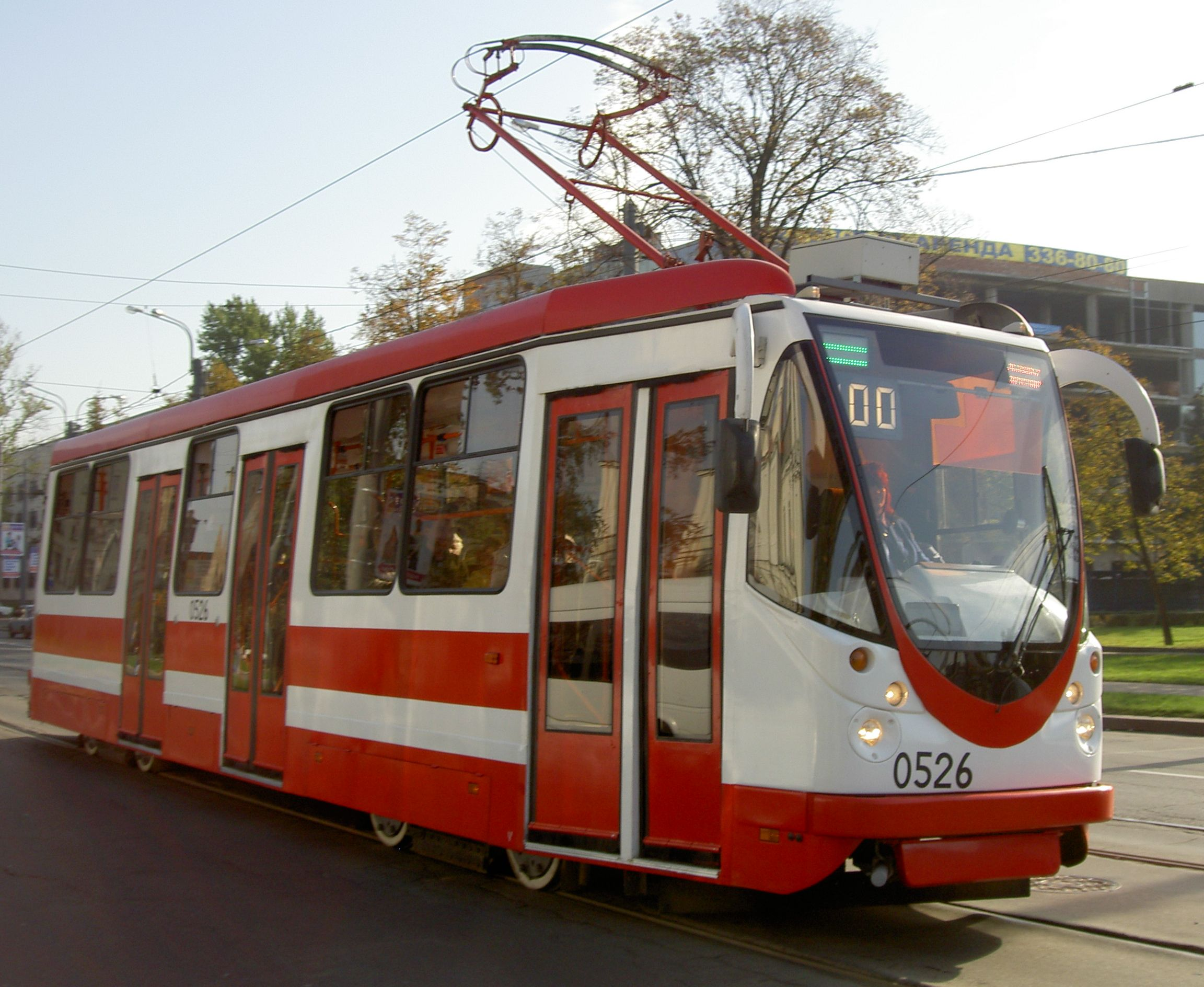
LM-99AVN
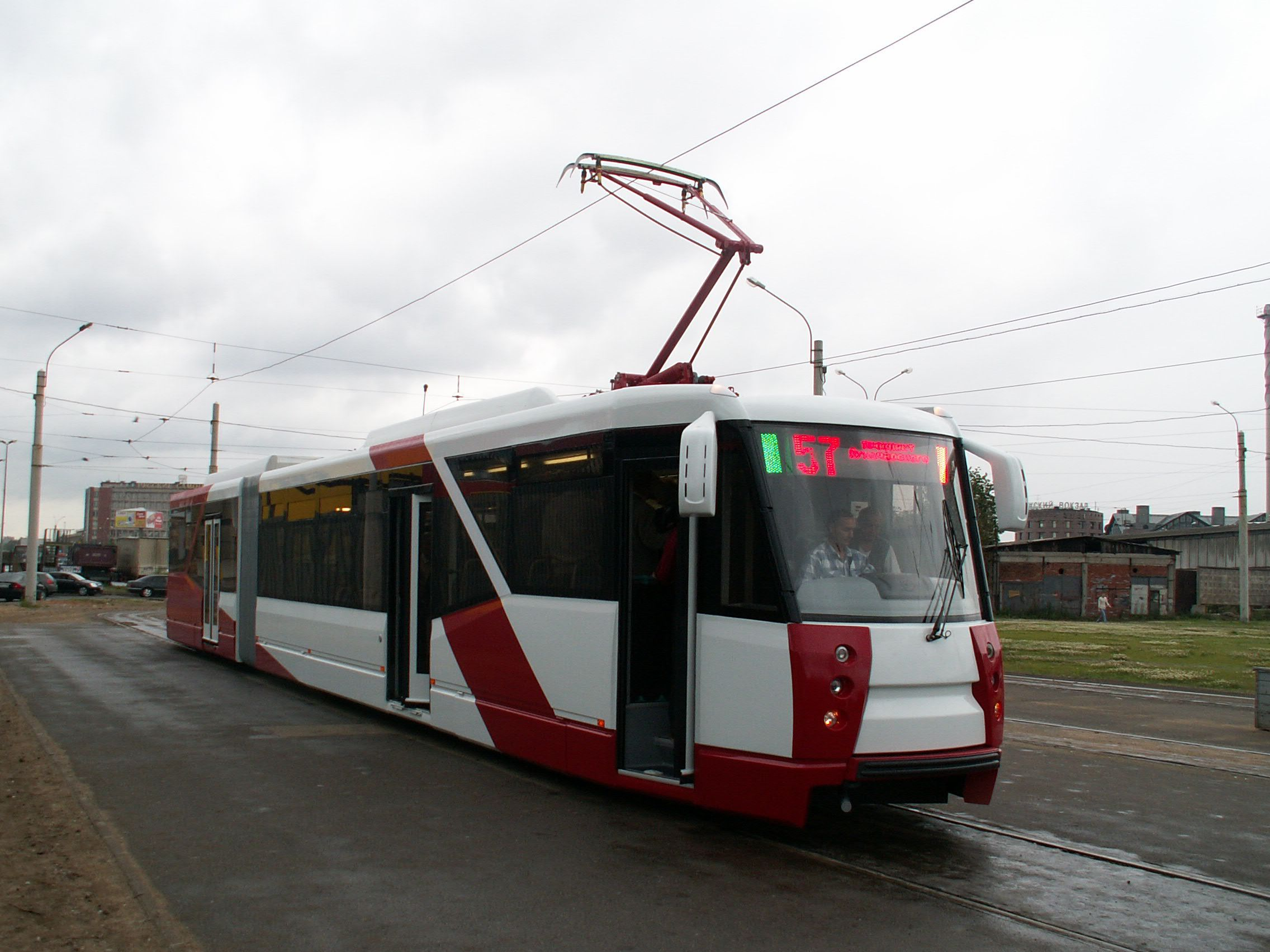
LVS-2005
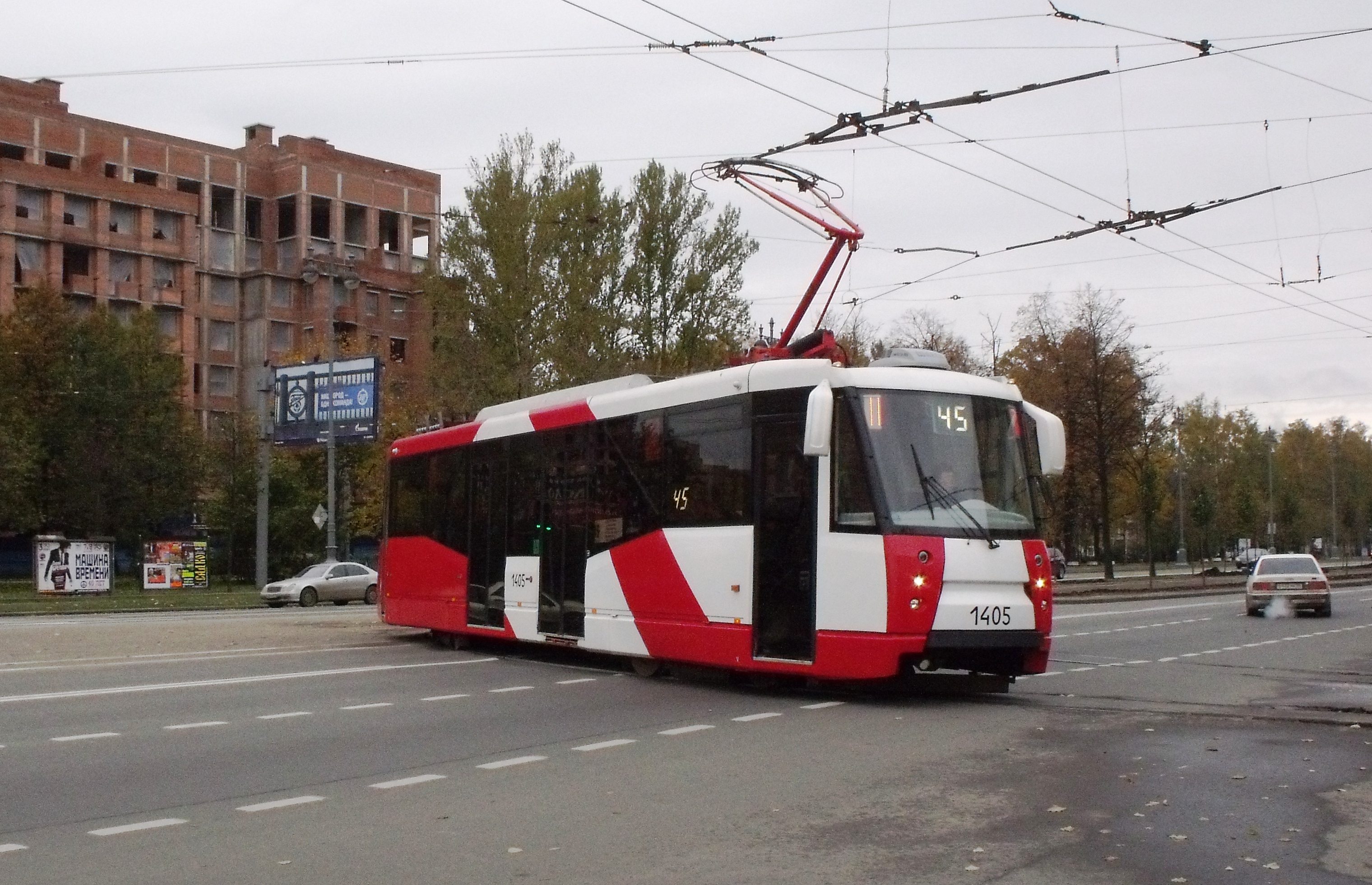
LM-2008
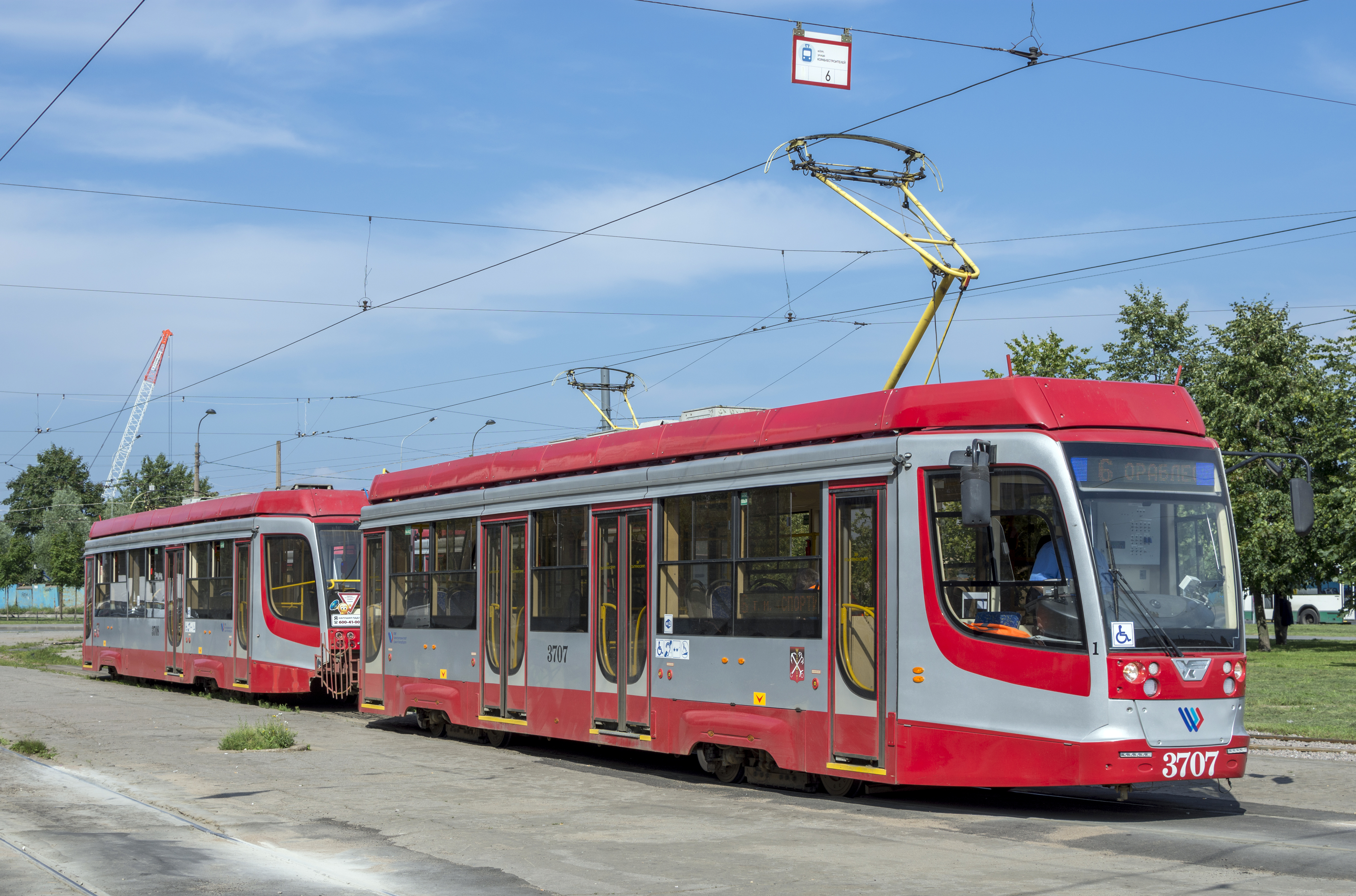
71-623-03
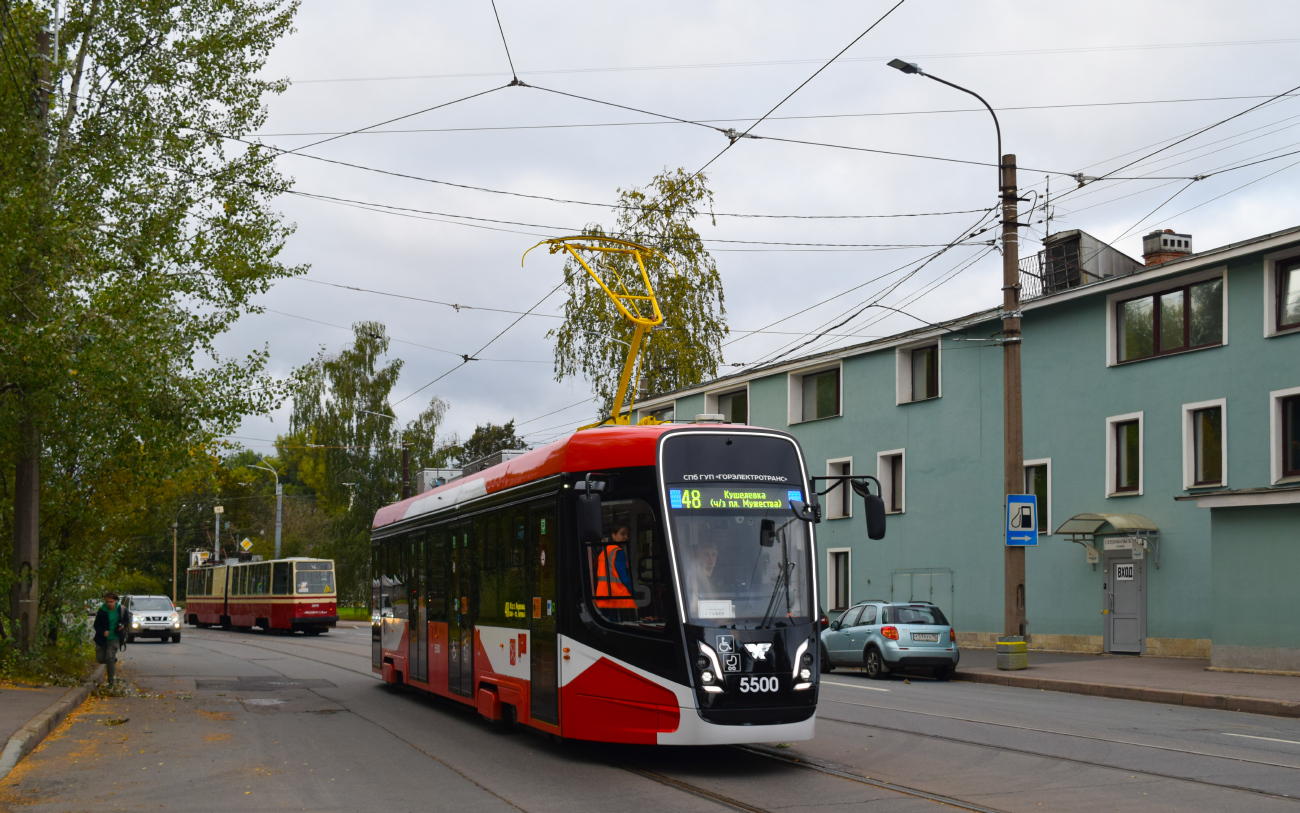
71-628-02
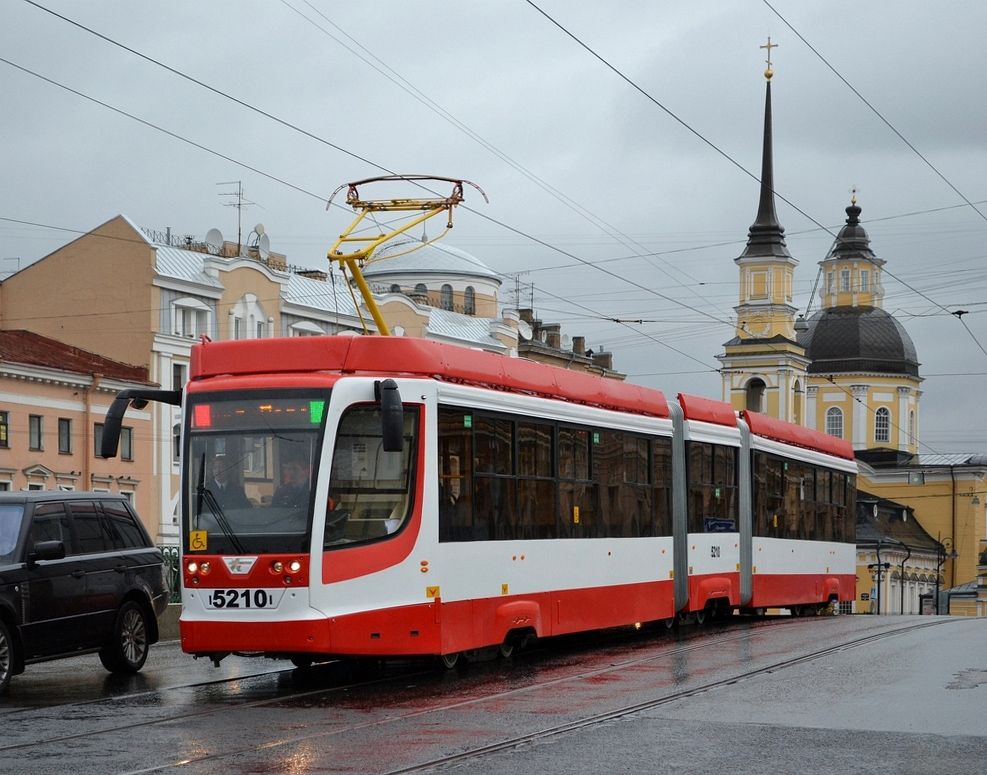
71-631
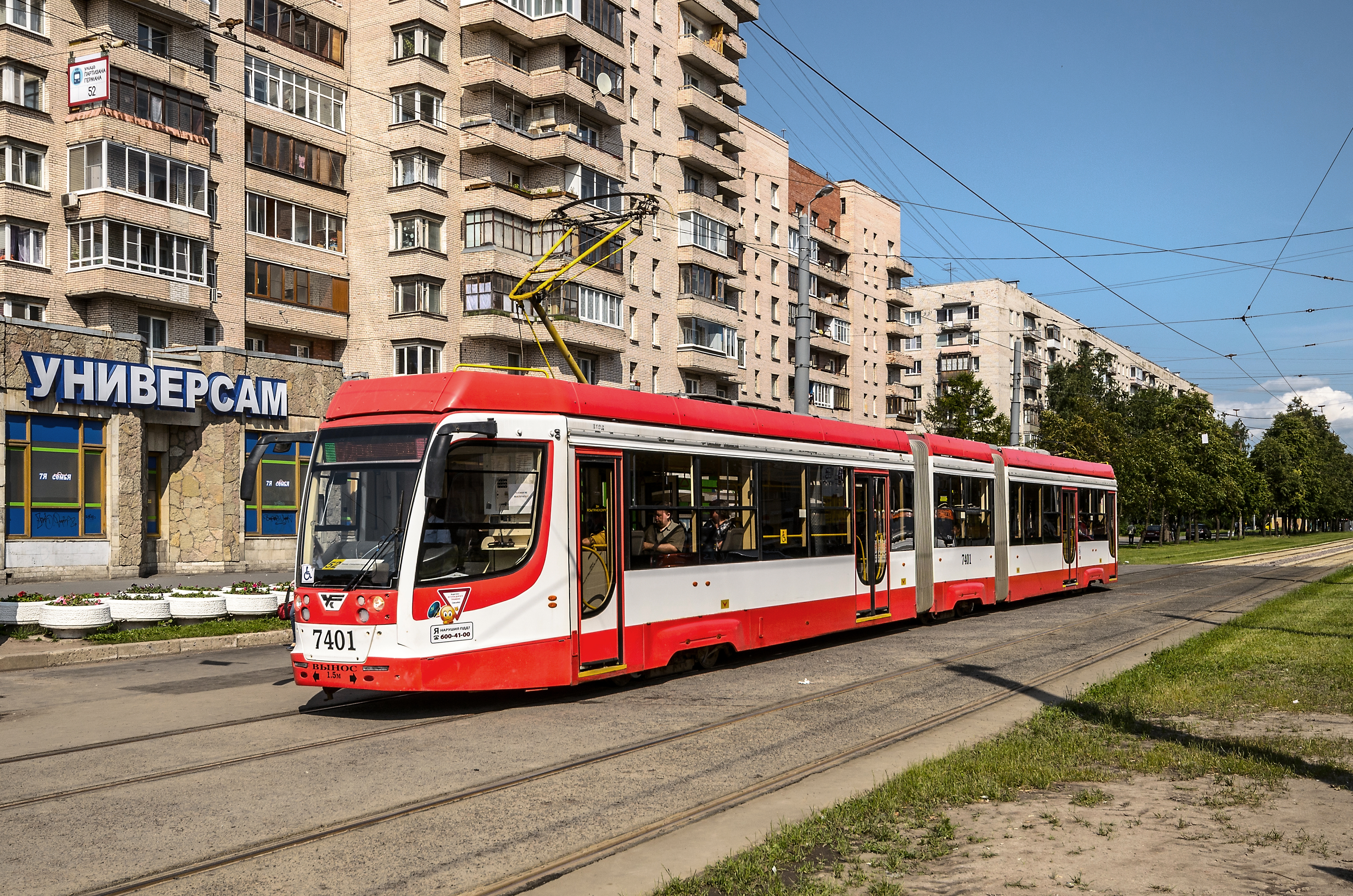
71-631-02
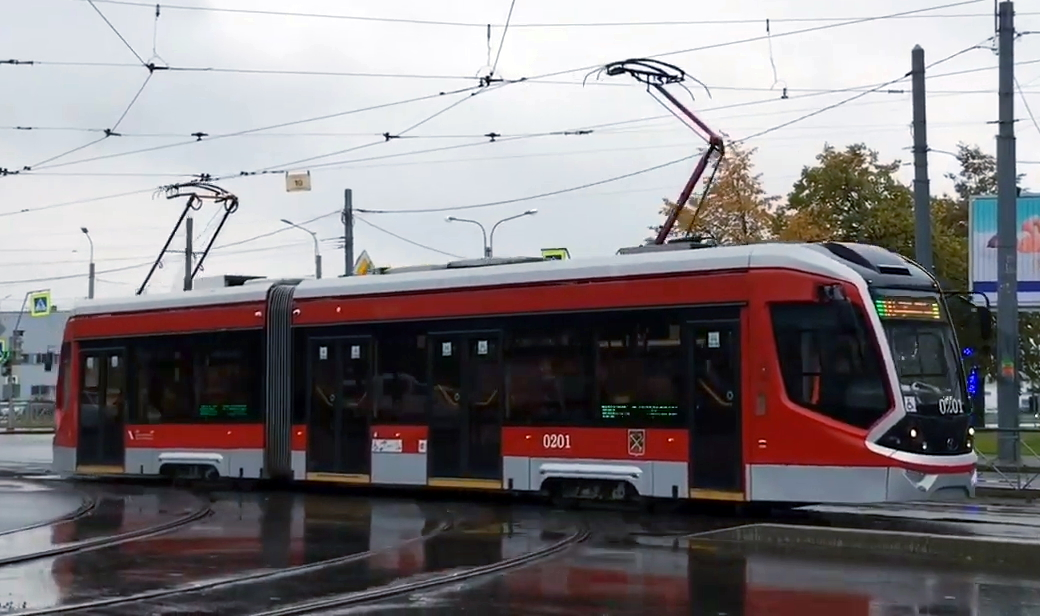
71-923
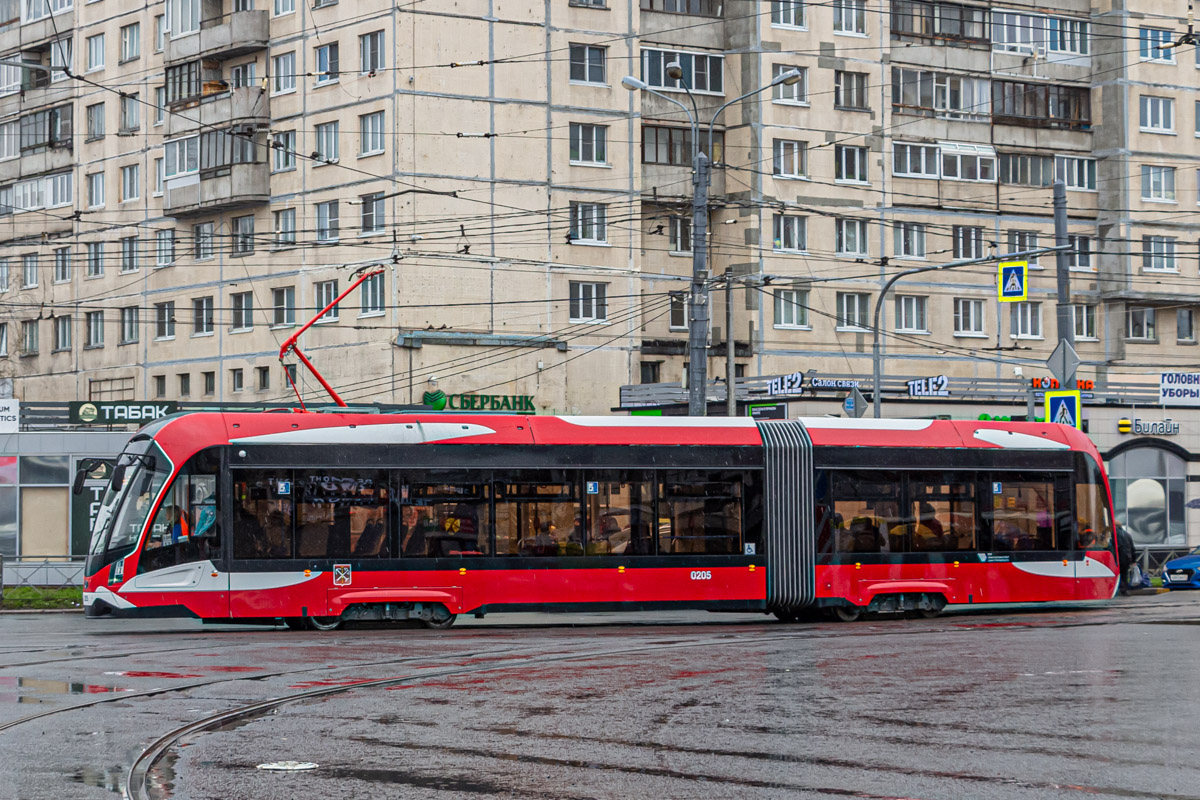
71-923M
71-931
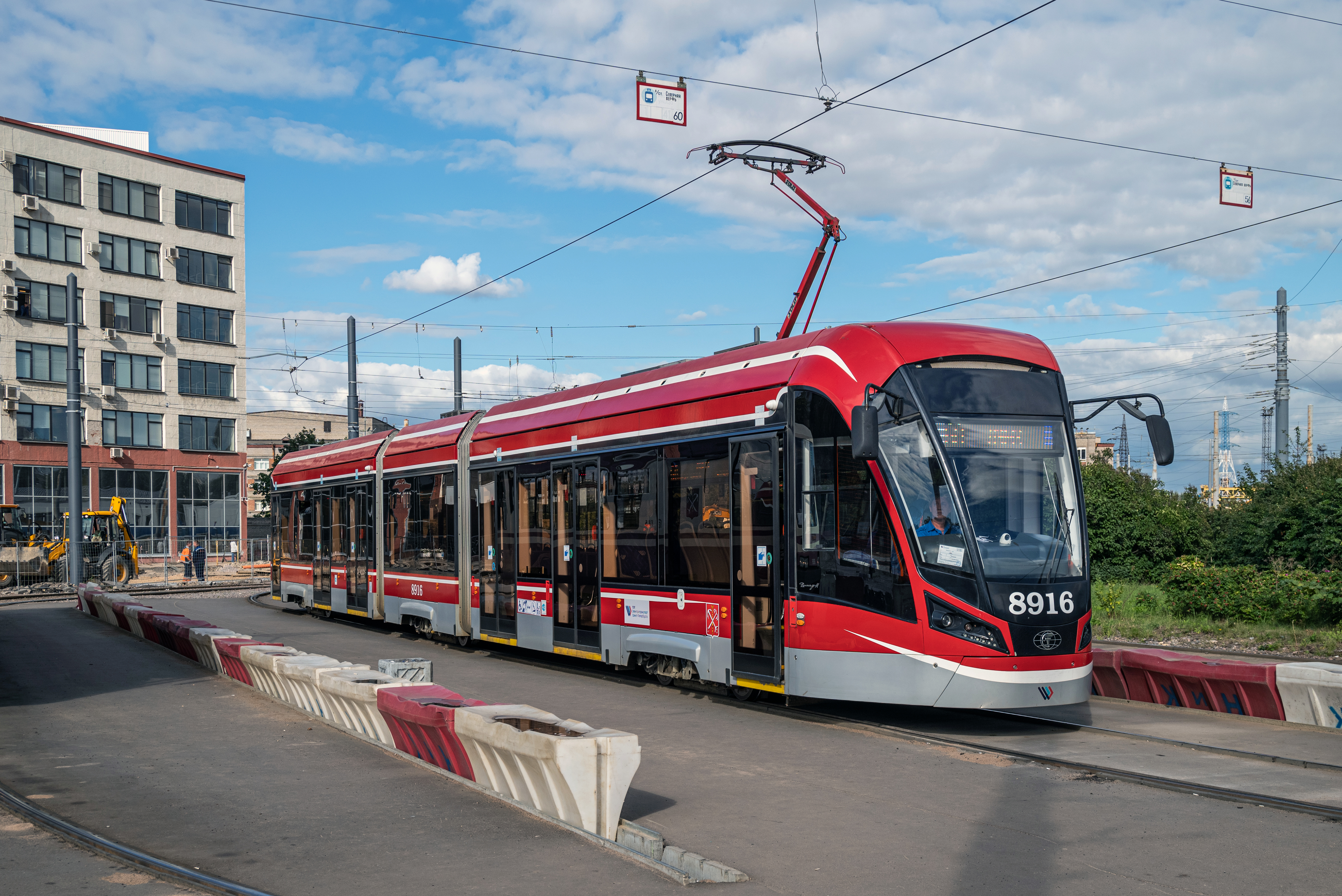
71-931M
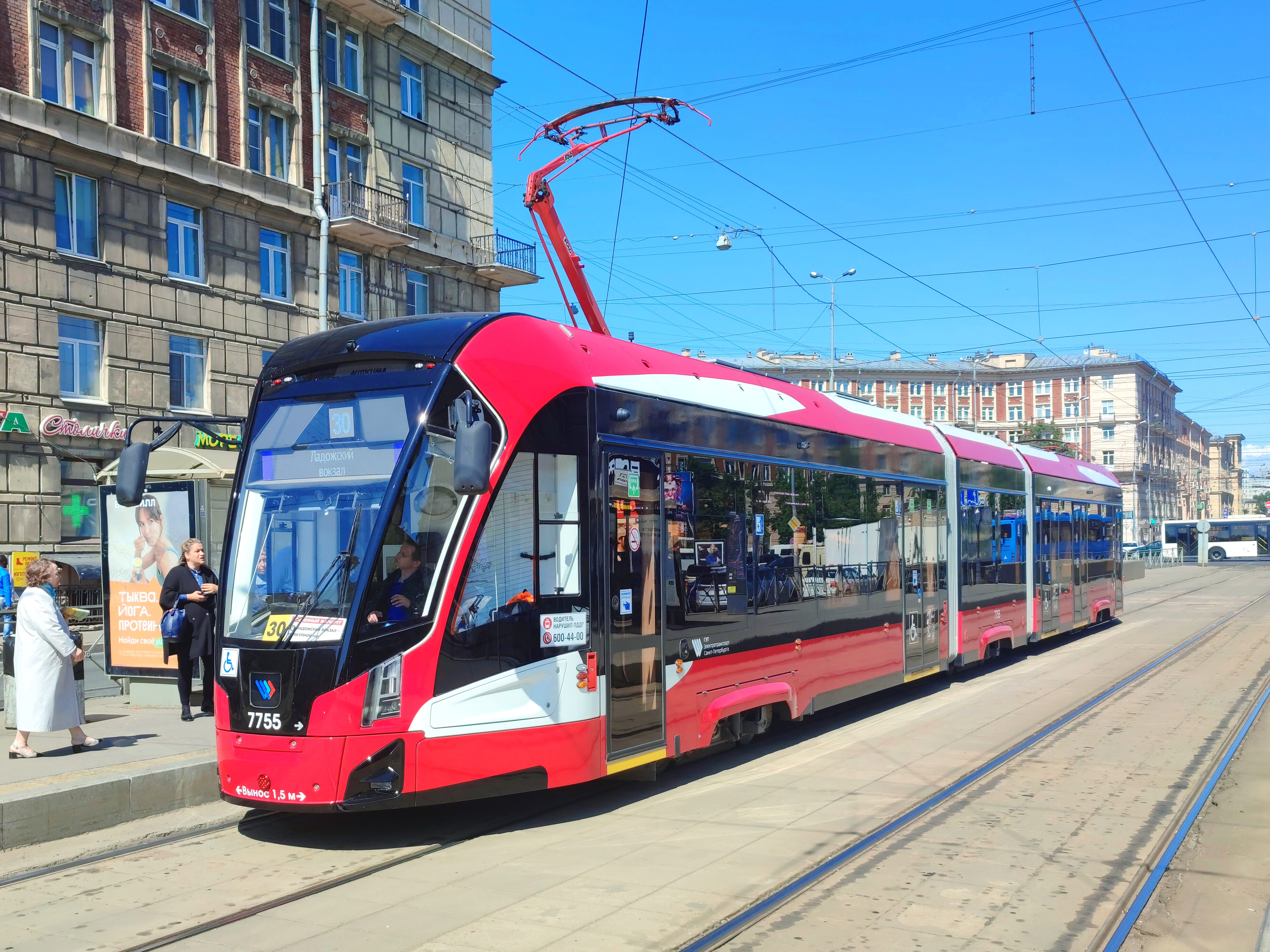
71-932
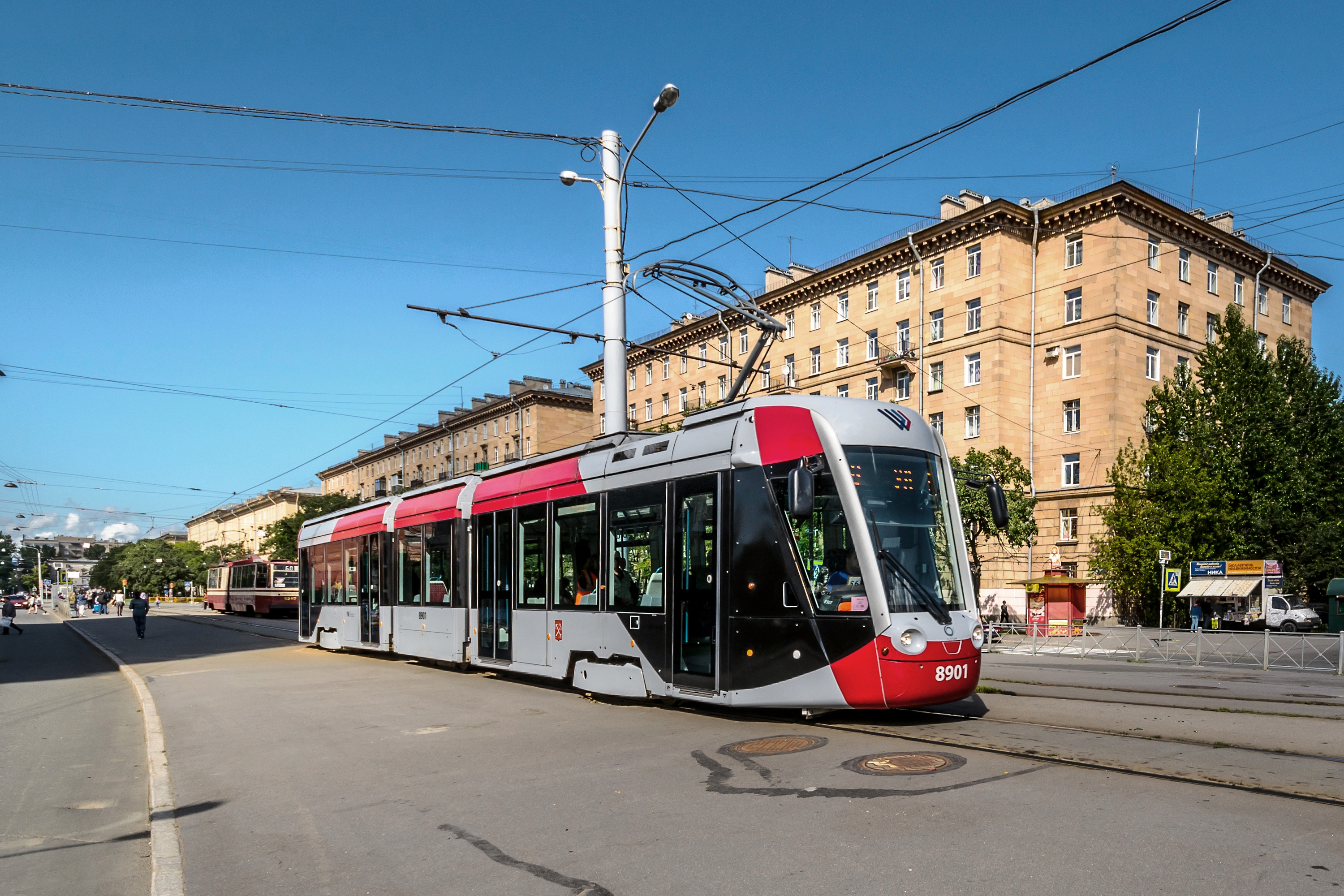
71-801
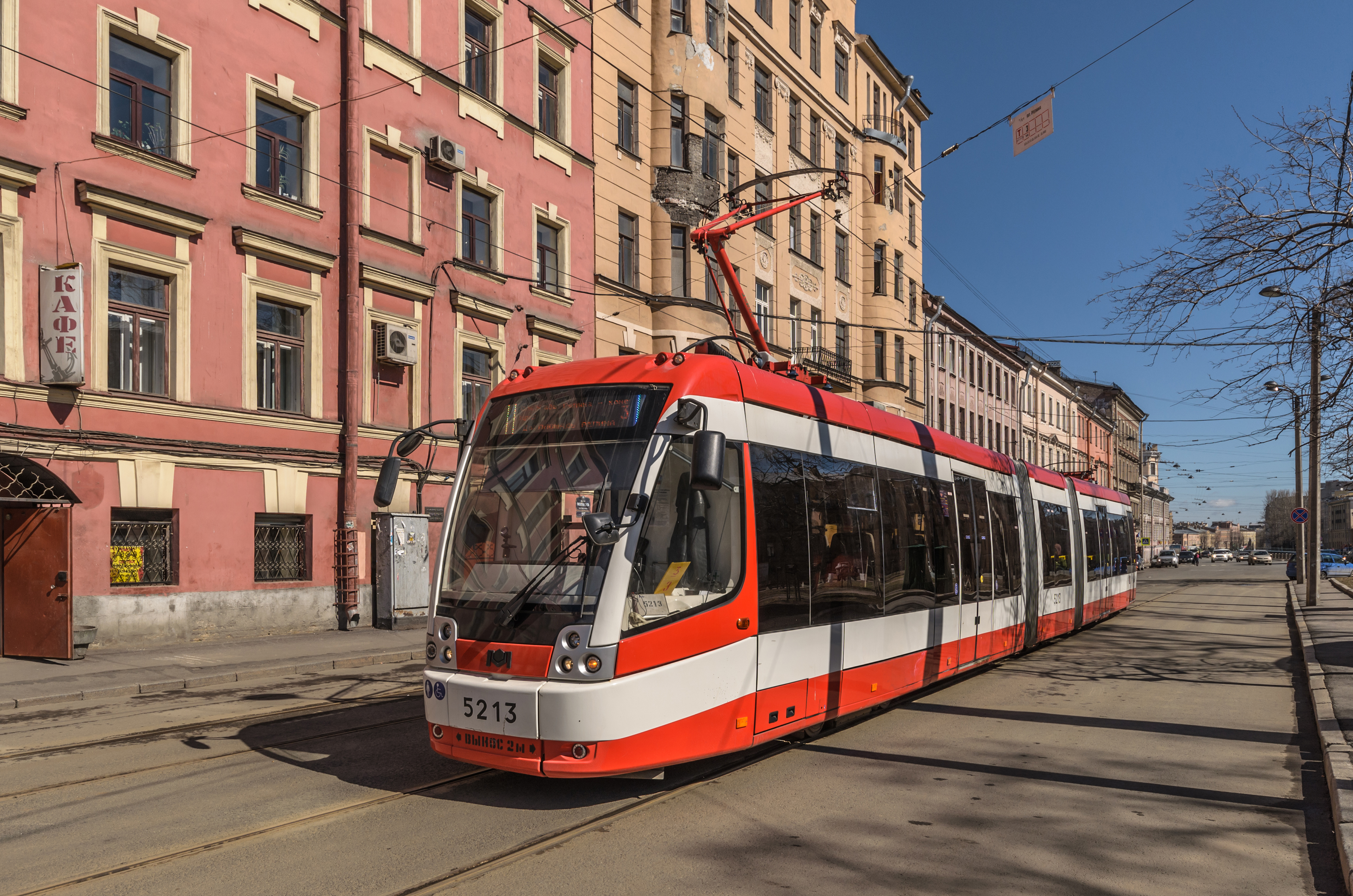
AKSM-84300M
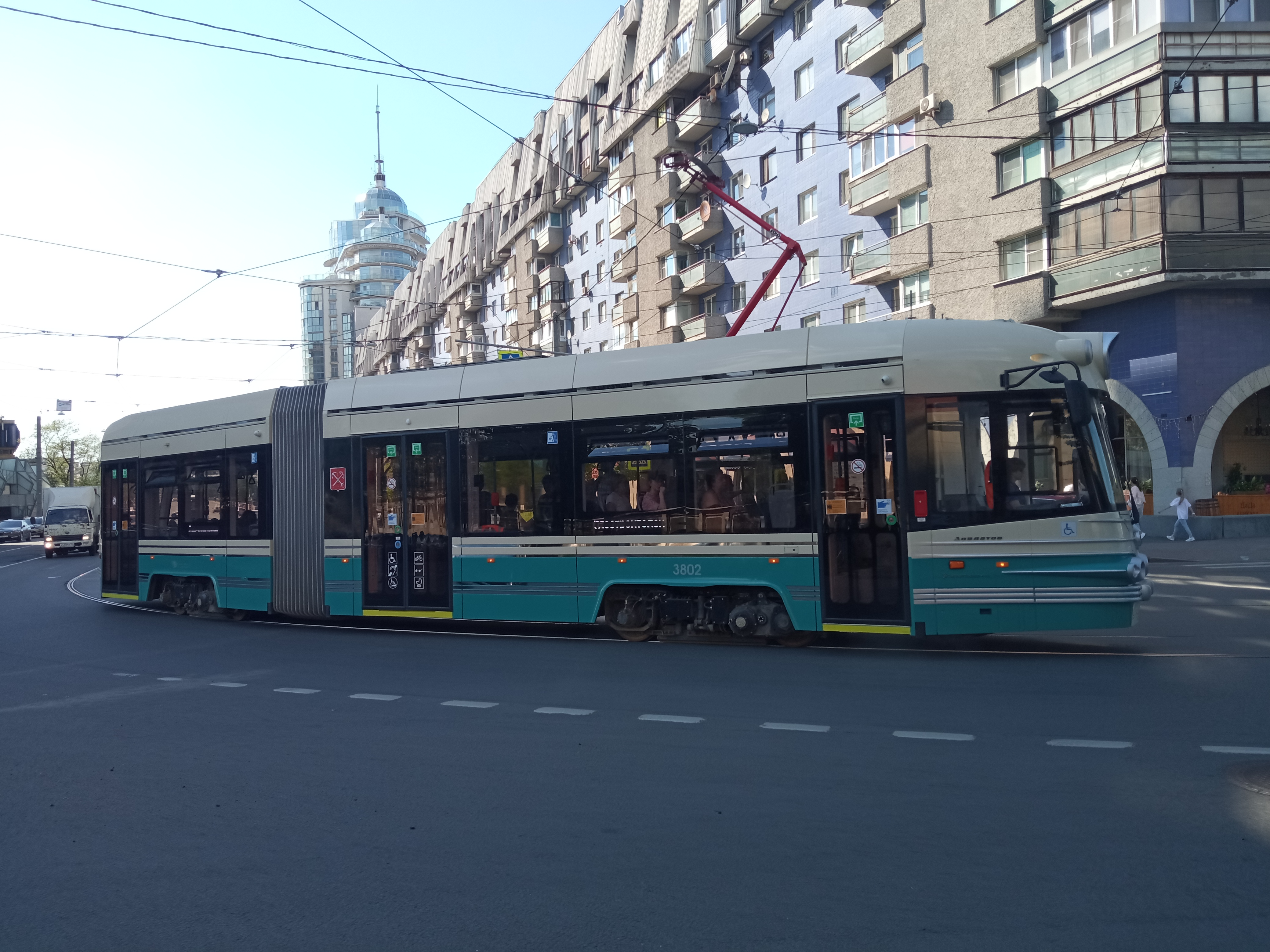
71-421R
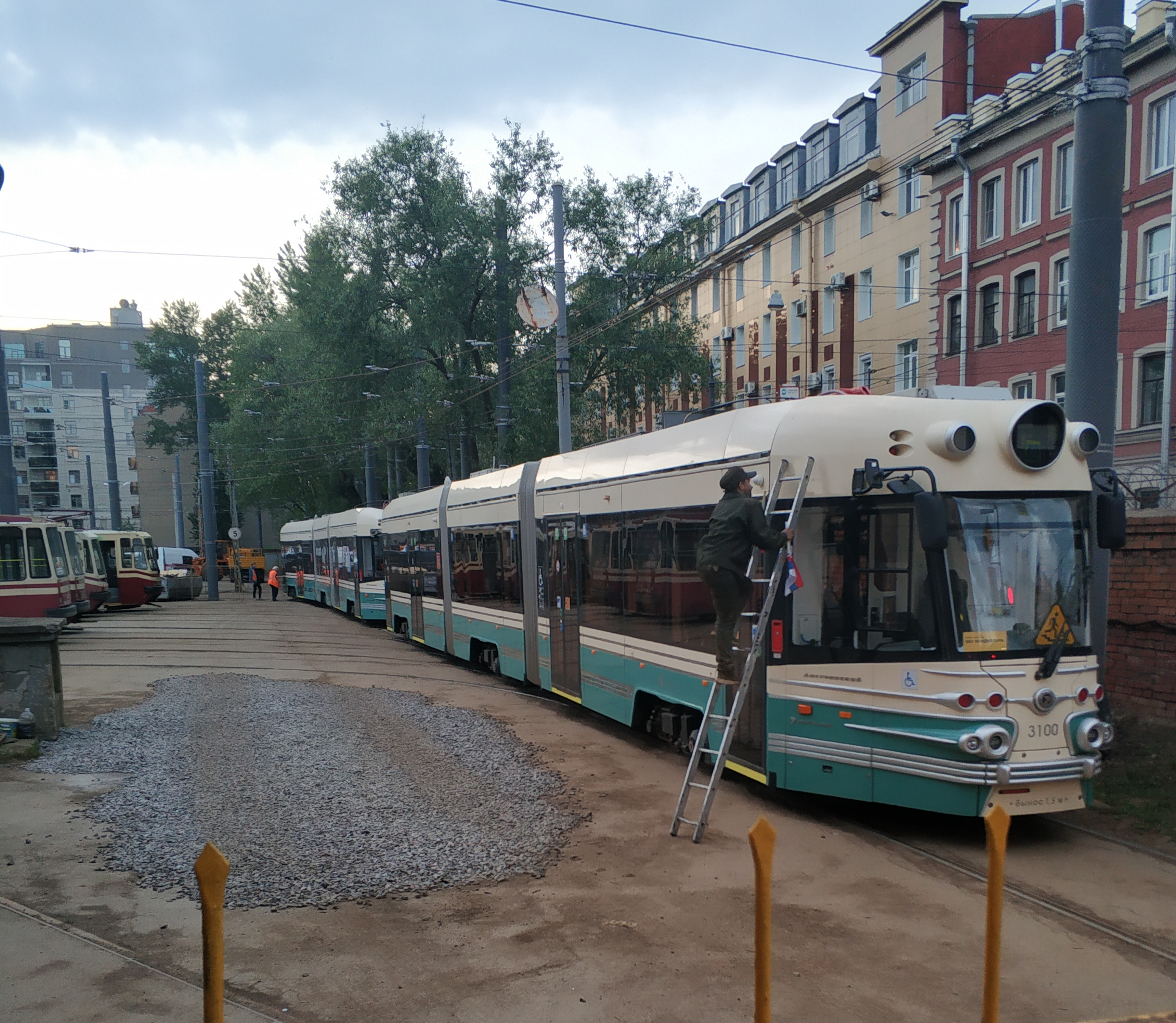
71-431R

- 過去の車両
- LM-33
- LM-47
- LM-49
- LM-57
- LM-68
- LM-68M
- 71-88G
- 71-605